# Lista de asteroides (238001-239000)
Esta é uma lista parcial de asteroides, do asteroide número 238001 até o 239000, inclusive. Veja também o índice com todas as listas disponíveis.

| Objeto Próximos à Terra | Cinturão de asteroides (interno) | Cinturão de asteroides (externo) | Centauro       |
| Cruzador de Marte       | Cinturão de asteroides (meio)    | Troianos de Júpiter              | Transnetuniano |

Veja mais dados de cada asteroide na ligação externa para o Minor Planet Center na última coluna.
Índice: 238001... 238101... 238201... 238301... 238401... 238501... 238601... 238701... 238801... 238901... 

## 238001–238100
| Designação | Designação | Descoberta  | Descoberta       | Descobridor(es) | Categoria | Mais informações / Referência |
| Permanente | Provisória | Data        | Local            | Descobridor(es) | Categoria | Mais informações / Referência |
| ---------- | ---------- | ----------- | ---------------- | --------------- | --------- | ----------------------------- |
| 238001     | 2002 TC105 | 4 out 2002  | Socorro          | LINEAR          | —         | MPC                           |
| 238002     | 2002 TT111 | 3 out 2002  | Socorro          | LINEAR          | —         | MPC                           |
| 238003     | 2002 TP124 | 4 out 2002  | Socorro          | LINEAR          | —         | MPC                           |
| 238004     | 2002 TE140 | 3 out 2002  | Socorro          | LINEAR          | —         | MPC                           |
| 238005     | 2002 TT140 | 5 out 2002  | Kitt Peak        | Spacewatch      | —         | MPC                           |
| 238006     | 2002 TU153 | 5 out 2002  | Socorro          | LINEAR          | —         | MPC                           |
| 238007     | 2002 TH165 | 2 out 2002  | Haleakalā        | NEAT            | —         | MPC                           |
| 238008     | 2002 TD212 | 6 out 2002  | Haleakala        | NEAT            | —         | MPC                           |
| 238009     | 2002 TX212 | 7 out 2002  | Haleakala        | NEAT            | —         | MPC                           |
| 238010     | 2002 TQ251 | 7 out 2002  | Haleakala        | NEAT            | —         | MPC                           |
| 238011     | 2002 TE262 | 10 out 2002 | Palomar          | NEAT            | —         | MPC                           |
| 238012     | 2002 TV304 | 4 out 2002  | Apache Point     | SDSS            | —         | MPC                           |
| 238013     | 2002 TF314 | 4 out 2002  | Apache Point     | SDSS            | —         | MPC                           |
| 238014     | 2002 TA320 | 5 out 2002  | Apache Point     | SDSS            | —         | MPC                           |
| 238015     | 2002 TK355 | 10 out 2002 | Apache Point     | SDSS            | —         | MPC                           |
| 238016     | 2002 TJ381 | 9 out 2002  | Palomar          | NEAT            | —         | MPC                           |
| 238017     | 2002 UC18  | 30 out 2002 | Palomar          | NEAT            | —         | MPC                           |
| 238018     | 2002 UL29  | 31 out 2002 | Palomar          | NEAT            | —         | MPC                           |
| 238019     | 2002 UV29  | 30 out 2002 | Kitt Peak        | Spacewatch      | —         | MPC                           |
| 238020     | 2002 UY58  | 29 out 2002 | Apache Point     | SDSS            | —         | MPC                           |
| 238021     | 2002 UF72  | 29 out 2002 | Palomar          | NEAT            | —         | MPC                           |
| 238022     | 2002 VE5   | 5 nov 2002  | Wrightwood       | J. W. Young     | —         | MPC                           |
| 238023     | 2002 VT9   | 1 nov 2002  | Socorro          | LINEAR          | —         | MPC                           |
| 238024     | 2002 VE22  | 5 nov 2002  | Socorro          | LINEAR          | —         | MPC                           |
| 238025     | 2002 VR23  | 5 nov 2002  | Socorro          | LINEAR          | —         | MPC                           |
| 238026     | 2002 VA38  | 5 nov 2002  | Socorro          | LINEAR          | —         | MPC                           |
| 238027     | 2002 VS49  | 5 nov 2002  | Anderson Mesa    | LONEOS          | —         | MPC                           |
| 238028     | 2002 VH93  | 11 nov 2002 | Socorro          | LINEAR          | —         | MPC                           |
| 238029     | 2002 VO104 | 12 nov 2002 | Socorro          | LINEAR          | —         | MPC                           |
| 238030     | 2002 VH126 | 12 nov 2002 | Socorro          | LINEAR          | —         | MPC                           |
| 238031     | 2002 WF4   | 24 nov 2002 | Palomar          | NEAT            | —         | MPC                           |
| 238032     | 2002 WZ8   | 24 nov 2002 | Palomar          | NEAT            | —         | MPC                           |
| 238033     | 2002 WA27  | 24 nov 2002 | Palomar          | NEAT            | —         | MPC                           |
| 238034     | 2002 WB30  | 23 nov 2002 | Palomar          | NEAT            | —         | MPC                           |
| 238035     | 2002 XS44  | 7 dez 2002  | Socorro          | LINEAR          | —         | MPC                           |
| 238036     | 2002 XO48  | 10 dez 2002 | Socorro          | LINEAR          | —         | MPC                           |
| 238037     | 2002 XO70  | 10 dez 2002 | Socorro          | LINEAR          | —         | MPC                           |
| 238038     | 2002 XX76  | 11 dez 2002 | Socorro          | LINEAR          | —         | MPC                           |
| 238039     | 2002 XG78  | 11 dez 2002 | Socorro          | LINEAR          | —         | MPC                           |
| 238040     | 2002 XG119 | 10 dez 2002 | Palomar          | NEAT            | —         | MPC                           |
| 238041     | 2002 YS33  | 31 dez 2002 | Kitt Peak        | Spacewatch      | —         | MPC                           |
| 238042     | 2003 AF5   | 1 jan 2003  | Socorro          | LINEAR          | —         | MPC                           |
| 238043     | 2003 AO28  | 4 jan 2003  | Socorro          | LINEAR          | —         | MPC                           |
| 238044     | 2003 AF33  | 5 jan 2003  | Socorro          | LINEAR          | —         | MPC                           |
| 238045     | 2003 AE50  | 5 jan 2003  | Socorro          | LINEAR          | —         | MPC                           |
| 238046     | 2003 BR19  | 26 jan 2003 | Haleakala        | NEAT            | —         | MPC                           |
| 238047     | 2003 BN20  | 27 jan 2003 | Anderson Mesa    | LONEOS          | —         | MPC                           |
| 238048     | 2003 BH37  | 28 jan 2003 | Kitt Peak        | Spacewatch      | —         | MPC                           |
| 238049     | 2003 BP40  | 27 jan 2003 | Haleakala        | NEAT            | —         | MPC                           |
| 238050     | 2003 BA41  | 28 jan 2003 | Socorro          | LINEAR          | —         | MPC                           |
| 238051     | 2003 BT51  | 27 jan 2003 | Socorro          | LINEAR          | —         | MPC                           |
| 238052     | 2003 BZ52  | 27 jan 2003 | Socorro          | LINEAR          | —         | MPC                           |
| 238053     | 2003 BQ56  | 30 jan 2003 | Anderson Mesa    | LONEOS          | —         | MPC                           |
| 238054     | 2003 BK71  | 31 jan 2003 | Socorro          | LINEAR          | —         | MPC                           |
| 238055     | 2003 BY72  | 28 jan 2003 | Haleakala        | NEAT            | —         | MPC                           |
| 238056     | 2003 BD74  | 29 jan 2003 | Palomar          | NEAT            | —         | MPC                           |
| 238057     | 2003 BD77  | 30 jan 2003 | Palomar          | NEAT            | —         | MPC                           |
| 238058     | 2003 CC2   | 1 fev 2003  | Socorro          | LINEAR          | —         | MPC                           |
| 238059     | 2003 CT3   | 2 fev 2003  | Anderson Mesa    | LONEOS          | —         | MPC                           |
| 238060     | 2003 CG7   | 1 fev 2003  | Socorro          | LINEAR          | —         | MPC                           |
| 238061     | 2003 CG17  | 7 fev 2003  | Desert Eagle     | W. K. Y. Yeung  | —         | MPC                           |
| 238062     | 2003 DP17  | 22 fev 2003 | Goodricke-Pigott | J. W. Kessel    | —         | MPC                           |
| 238063     | 2003 EG    | 3 mar 2003  | Socorro          | LINEAR          | —         | MPC                           |
| 238064     | 2003 EA16  | 7 mar 2003  | Palomar          | NEAT            | —         | MPC                           |
| 238065     | 2003 ES22  | 6 mar 2003  | Socorro          | LINEAR          | —         | MPC                           |
| 238066     | 2003 EX32  | 7 mar 2003  | Anderson Mesa    | LONEOS          | —         | MPC                           |
| 238067     | 2003 EH33  | 7 mar 2003  | Anderson Mesa    | LONEOS          | —         | MPC                           |
| 238068     | 2003 EK39  | 8 mar 2003  | Socorro          | LINEAR          | —         | MPC                           |
| 238069     | 2003 EQ40  | 8 mar 2003  | Socorro          | LINEAR          | —         | MPC                           |
| 238070     | 2003 EF57  | 9 mar 2003  | Anderson Mesa    | LONEOS          | —         | MPC                           |
| 238071     | 2003 FM1   | 23 mar 2003 | Haleakala        | NEAT            | —         | MPC                           |
| 238072     | 2003 FW7   | 30 mar 2003 | Socorro          | LINEAR          | —         | MPC                           |
| 238073     | 2003 FU18  | 24 mar 2003 | Kitt Peak        | Spacewatch      | —         | MPC                           |
| 238074     | 2003 FG32  | 23 mar 2003 | Kitt Peak        | Spacewatch      | —         | MPC                           |
| 238075     | 2003 FL57  | 26 mar 2003 | Palomar          | NEAT            | —         | MPC                           |
| 238076     | 2003 FA61  | 26 mar 2003 | Palomar          | NEAT            | —         | MPC                           |
| 238077     | 2003 FC69  | 26 mar 2003 | Kitt Peak        | Spacewatch      | —         | MPC                           |
| 238078     | 2003 FZ81  | 27 mar 2003 | Palomar          | NEAT            | —         | MPC                           |
| 238079     | 2003 FE90  | 29 mar 2003 | Anderson Mesa    | LONEOS          | —         | MPC                           |
| 238080     | 2003 FE94  | 29 mar 2003 | Anderson Mesa    | LONEOS          | —         | MPC                           |
| 238081     | 2003 FC95  | 30 mar 2003 | Anderson Mesa    | LONEOS          | —         | MPC                           |
| 238082     | 2003 FS98  | 30 mar 2003 | Socorro          | LINEAR          | —         | MPC                           |
| 238083     | 2003 FT98  | 30 mar 2003 | Socorro          | LINEAR          | —         | MPC                           |
| 238084     | 2003 FE99  | 30 mar 2003 | Socorro          | LINEAR          | —         | MPC                           |
| 238085     | 2003 FU111 | 31 mar 2003 | Socorro          | LINEAR          | —         | MPC                           |
| 238086     | 2003 FE115 | 31 mar 2003 | Anderson Mesa    | LONEOS          | —         | MPC                           |
| 238087     | 2003 FF123 | 26 mar 2003 | Palomar          | NEAT            | —         | MPC                           |
| 238088     | 2003 GY26  | 5 abr 2003  | Anderson Mesa    | LONEOS          | —         | MPC                           |
| 238089     | 2003 GA35  | 8 abr 2003  | Socorro          | LINEAR          | —         | MPC                           |
| 238090     | 2003 GX44  | 7 abr 2003  | Socorro          | LINEAR          | —         | MPC                           |
| 238091     | 2003 GP49  | 10 abr 2003 | Kitt Peak        | Spacewatch      | —         | MPC                           |
| 238092     | 2003 GT49  | 10 abr 2003 | Kitt Peak        | Spacewatch      | —         | MPC                           |
| 238093     | 2003 HK14  | 26 abr 2003 | Socorro          | LINEAR          | —         | MPC                           |
| 238094     | 2003 HH17  | 25 abr 2003 | Anderson Mesa    | LONEOS          | —         | MPC                           |
| 238095     | 2003 HH21  | 26 abr 2003 | Kitt Peak        | Spacewatch      | —         | MPC                           |
| 238096     | 2003 HJ25  | 25 abr 2003 | Kitt Peak        | Spacewatch      | —         | MPC                           |
| 238097     | 2003 HZ26  | 27 abr 2003 | Anderson Mesa    | LONEOS          | —         | MPC                           |
| 238098     | 2003 HN29  | 28 abr 2003 | Anderson Mesa    | LONEOS          | —         | MPC                           |
| 238099     | 2003 HZ29  | 28 abr 2003 | Anderson Mesa    | LONEOS          | —         | MPC                           |
| 238100     | 2003 HU35  | 27 abr 2003 | Socorro          | LINEAR          | —         | MPC                           |

## 238101–238200
| Designação          | Designação | Descoberta  | Descoberta        | Descobridor(es) | Categoria | Mais informações / Referência |
| Permanente          | Provisória | Data        | Local             | Descobridor(es) | Categoria | Mais informações / Referência |
| ------------------- | ---------- | ----------- | ----------------- | --------------- | --------- | ----------------------------- |
| 238101              | 2003 HD36  | 27 abr 2003 | Anderson Mesa     | LONEOS          | —         | MPC                           |
| 238102              | 2003 HL37  | 26 abr 2003 | Haleakala         | NEAT            | —         | MPC                           |
| 238103              | 2003 HH40  | 29 abr 2003 | Socorro           | LINEAR          | —         | MPC                           |
| 238104              | 2003 HT50  | 28 abr 2003 | Socorro           | LINEAR          | —         | MPC                           |
| 238105              | 2003 HX50  | 28 abr 2003 | Socorro           | LINEAR          | —         | MPC                           |
| 238106              | 2003 HZ57  | 25 abr 2003 | Kitt Peak         | Spacewatch      | —         | MPC                           |
| 238107              | 2003 JU3   | 2 mai 2003  | Kitt Peak         | Spacewatch      | —         | MPC                           |
| 238108              | 2003 JN7   | 2 mai 2003  | Socorro           | LINEAR          | —         | MPC                           |
| 238109              | 2003 JZ13  | 5 mai 2003  | Socorro           | LINEAR          | —         | MPC                           |
| 238110              | 2003 KA18  | 27 mai 2003 | Haleakala         | NEAT            | —         | MPC                           |
| 238111              | 2003 KJ28  | 21 mai 2003 | Anderson Mesa     | LONEOS          | —         | MPC                           |
| 238112              | 2003 KL36  | 30 mai 2003 | Socorro           | LINEAR          | —         | MPC                           |
| 238113              | 2003 KE37  | 23 mai 2003 | Kitt Peak         | Spacewatch      | —         | MPC                           |
| 238114              | 2003 MX    | 21 jun 2003 | Bergisch Gladbach | W. Bickel       | Juno      | MPC                           |
| 238115              | 2003 MM1   | 23 jun 2003 | Socorro           | LINEAR          | —         | MPC                           |
| 238116              | 2003 OE    | 18 jul 2003 | Siding Spring     | R. H. McNaught  | —         | MPC                           |
| 238117              | 2003 OR4   | 22 jul 2003 | Haleakala         | NEAT            | —         | MPC                           |
| 238118              | 2003 OF18  | 26 jul 2003 | Socorro           | LINEAR          | —         | MPC                           |
| 238119              | 2003 OK19  | 30 jul 2003 | Palomar           | NEAT            | —         | MPC                           |
| 238120              | 2003 OV20  | 31 jul 2003 | Reedy Creek       | J. Broughton    | —         | MPC                           |
| 238121              | 2003 OO23  | 22 jul 2003 | Campo Imperatore  | CINEOS          | —         | MPC                           |
| 238122              | 2003 OO27  | 24 jul 2003 | Palomar           | NEAT            | —         | MPC                           |
| 238123              | 2003 OU28  | 24 jul 2003 | Palomar           | NEAT            | —         | MPC                           |
| 238124              | 2003 OY32  | 23 jul 2003 | Palomar           | NEAT            | —         | MPC                           |
| 238125              | 2003 PQ2   | 2 ago 2003  | Haleakala         | NEAT            | —         | MPC                           |
| 238126              | 2003 QW    | 18 ago 2003 | Campo Imperatore  | CINEOS          | —         | MPC                           |
| 238127              | 2003 QB5   | 20 ago 2003 | Campo Imperatore  | CINEOS          | —         | MPC                           |
| 238128              | 2003 QH13  | 22 ago 2003 | Haleakala         | NEAT            | —         | MPC                           |
| 238129 Bernardwolfe | 2003 QK31  | 24 ago 2003 | Saint-Sulpice     | B. Christophe   | —         | MPC                           |
| 238130              | 2003 QQ33  | 22 ago 2003 | Socorro           | LINEAR          | —         | MPC                           |
| 238131              | 2003 QE55  | 23 ago 2003 | Socorro           | LINEAR          | —         | MPC                           |
| 238132              | 2003 QW58  | 23 ago 2003 | Palomar           | NEAT            | —         | MPC                           |
| 238133              | 2003 QA60  | 23 ago 2003 | Socorro           | LINEAR          | Phocaea   | MPC                           |
| 238134              | 2003 QG66  | 22 ago 2003 | Socorro           | LINEAR          | —         | MPC                           |
| 238135              | 2003 QL71  | 24 ago 2003 | Kvistaberg        | UDAS            | —         | MPC                           |
| 238136              | 2003 QQ72  | 23 ago 2003 | Palomar           | NEAT            | —         | MPC                           |
| 238137              | 2003 QO103 | 31 ago 2003 | Haleakala         | NEAT            | —         | MPC                           |
| 238138              | 2003 QP111 | 31 ago 2003 | Socorro           | LINEAR          | —         | MPC                           |
| 238139              | 2003 RX    | 1 set 2003  | Socorro           | LINEAR          | —         | MPC                           |
| 238140              | 2003 RT7   | 4 set 2003  | Reedy Creek       | J. Broughton    | —         | MPC                           |
| 238141              | 2003 RN13  | 15 set 2003 | Palomar           | NEAT            | —         | MPC                           |
| 238142              | 2003 RB24  | 14 set 2003 | Haleakala         | NEAT            | —         | MPC                           |
| 238143              | 2003 SP18  | 16 set 2003 | Kitt Peak         | Spacewatch      | —         | MPC                           |
| 238144              | 2003 SB20  | 16 set 2003 | Kitt Peak         | Spacewatch      | —         | MPC                           |
| 238145              | 2003 SB31  | 18 set 2003 | Kitt Peak         | Spacewatch      | —         | MPC                           |
| 238146              | 2003 SQ36  | 18 set 2003 | Desert Eagle      | W. K. Y. Yeung  | —         | MPC                           |
| 238147              | 2003 SS38  | 16 set 2003 | Palomar           | NEAT            | —         | MPC                           |
| 238148              | 2003 SQ39  | 16 set 2003 | Palomar           | NEAT            | —         | MPC                           |
| 238149              | 2003 SC41  | 17 set 2003 | Palomar           | NEAT            | —         | MPC                           |
| 238150              | 2003 SD41  | 17 set 2003 | Palomar           | NEAT            | —         | MPC                           |
| 238151              | 2003 SJ41  | 17 set 2003 | Palomar           | NEAT            | —         | MPC                           |
| 238152              | 2003 SG42  | 17 set 2003 | Socorro           | LINEAR          | Juno      | MPC                           |
| 238153              | 2003 SY46  | 16 set 2003 | Anderson Mesa     | LONEOS          | —         | MPC                           |
| 238154              | 2003 ST50  | 18 set 2003 | Palomar           | NEAT            | —         | MPC                           |
| 238155              | 2003 SW54  | 16 set 2003 | Anderson Mesa     | LONEOS          | —         | MPC                           |
| 238156              | 2003 SA56  | 16 set 2003 | Anderson Mesa     | LONEOS          | —         | MPC                           |
| 238157              | 2003 SC60  | 17 set 2003 | Anderson Mesa     | LONEOS          | —         | MPC                           |
| 238158              | 2003 SV72  | 18 set 2003 | Kitt Peak         | Spacewatch      | —         | MPC                           |
| 238159              | 2003 SN73  | 18 set 2003 | Kitt Peak         | Spacewatch      | —         | MPC                           |
| 238160              | 2003 SQ73  | 18 set 2003 | Kitt Peak         | Spacewatch      | —         | MPC                           |
| 238161              | 2003 SD81  | 19 set 2003 | Kitt Peak         | Spacewatch      | —         | MPC                           |
| 238162              | 2003 SB86  | 16 set 2003 | Kitt Peak         | Spacewatch      | —         | MPC                           |
| 238163              | 2003 SG91  | 18 set 2003 | Socorro           | LINEAR          | Eos       | MPC                           |
| 238164              | 2003 SX121 | 17 set 2003 | Campo Imperatore  | CINEOS          | —         | MPC                           |
| 238165              | 2003 SY130 | 19 set 2003 | Palomar           | NEAT            | —         | MPC                           |
| 238166              | 2003 SC134 | 18 set 2003 | Palomar           | NEAT            | Maria     | MPC                           |
| 238167              | 2003 SX136 | 20 set 2003 | Kitt Peak         | Spacewatch      | —         | MPC                           |
| 238168              | 2003 SJ141 | 19 set 2003 | Palomar           | NEAT            | —         | MPC                           |
| 238169              | 2003 SN148 | 16 set 2003 | Socorro           | LINEAR          | Phocaea   | MPC                           |
| 238170              | 2003 SK149 | 16 set 2003 | Kitt Peak         | Spacewatch      | —         | MPC                           |
| 238171              | 2003 SD150 | 17 set 2003 | Socorro           | LINEAR          | —         | MPC                           |
| 238172              | 2003 SH168 | 23 set 2003 | Haleakala         | NEAT            | —         | MPC                           |
| 238173              | 2003 SD175 | 18 set 2003 | Kitt Peak         | Spacewatch      | —         | MPC                           |
| 238174              | 2003 SF176 | 18 set 2003 | Palomar           | NEAT            | —         | MPC                           |
| 238175              | 2003 SG203 | 22 set 2003 | Anderson Mesa     | LONEOS          | —         | MPC                           |
| 238176              | 2003 SS211 | 25 set 2003 | Palomar           | NEAT            | —         | MPC                           |
| 238177              | 2003 SR215 | 24 set 2003 | Socorro           | LINEAR          | —         | MPC                           |
| 238178              | 2003 SP217 | 27 set 2003 | Kitt Peak         | Spacewatch      | —         | MPC                           |
| 238179              | 2003 SR219 | 28 set 2003 | Desert Eagle      | W. K. Y. Yeung  | —         | MPC                           |
| 238180              | 2003 SW221 | 28 set 2003 | Desert Eagle      | W. K. Y. Yeung  | —         | MPC                           |
| 238181              | 2003 SO237 | 26 set 2003 | Socorro           | LINEAR          | —         | MPC                           |
| 238182              | 2003 SW249 | 26 set 2003 | Socorro           | LINEAR          | —         | MPC                           |
| 238183              | 2003 SW253 | 27 set 2003 | Socorro           | LINEAR          | —         | MPC                           |
| 238184              | 2003 ST257 | 28 set 2003 | Socorro           | LINEAR          | —         | MPC                           |
| 238185              | 2003 SJ258 | 28 set 2003 | Kitt Peak         | Spacewatch      | —         | MPC                           |
| 238186              | 2003 SW267 | 29 set 2003 | Kitt Peak         | Spacewatch      | —         | MPC                           |
| 238187              | 2003 SC270 | 24 set 2003 | Haleakala         | NEAT            | —         | MPC                           |
| 238188              | 2003 SU279 | 17 set 2003 | Kitt Peak         | Spacewatch      | —         | MPC                           |
| 238189              | 2003 SH287 | 29 set 2003 | Kitt Peak         | Spacewatch      | —         | MPC                           |
| 238190              | 2003 SU293 | 27 set 2003 | Socorro           | LINEAR          | —         | MPC                           |
| 238191              | 2003 SM294 | 28 set 2003 | Socorro           | LINEAR          | —         | MPC                           |
| 238192              | 2003 SO319 | 26 set 2003 | Apache Point      | SDSS            | —         | MPC                           |
| 238193              | 2003 SB321 | 19 set 2003 | Campo Imperatore  | CINEOS          | —         | MPC                           |
| 238194              | 2003 SZ321 | 26 set 2003 | Apache Point      | SDSS            | Phocaea   | MPC                           |
| 238195              | 2003 SG327 | 18 set 2003 | Kitt Peak         | Spacewatch      | —         | MPC                           |
| 238196              | 2003 SD328 | 20 set 2003 | Anderson Mesa     | LONEOS          | —         | MPC                           |
| 238197              | 2003 ST361 | 22 set 2003 | Kitt Peak         | Spacewatch      | —         | MPC                           |
| 238198              | 2003 SZ396 | 26 set 2003 | Apache Point      | SDSS            | —         | MPC                           |
| 238199              | 2003 SH423 | 19 set 2003 | Kitt Peak         | Spacewatch      | —         | MPC                           |
| 238200              | 2003 TD8   | 1 out 2003  | Kitt Peak         | Spacewatch      | —         | MPC                           |

## 238201–238300
| Designação | Designação | Descoberta  | Descoberta    | Descobridor(es) | Categoria | Mais informações / Referência |
| Permanente | Provisória | Data        | Local         | Descobridor(es) | Categoria | Mais informações / Referência |
| ---------- | ---------- | ----------- | ------------- | --------------- | --------- | ----------------------------- |
| 238201     | 2003 TE17  | 15 out 2003 | Anderson Mesa | LONEOS          | —         | MPC                           |
| 238202     | 2003 TB56  | 5 out 2003  | Kitt Peak     | Spacewatch      | —         | MPC                           |
| 238203     | 2003 TY56  | 5 out 2003  | Kitt Peak     | Spacewatch      | —         | MPC                           |
| 238204     | 2003 TS58  | 2 out 2003  | Kitt Peak     | Spacewatch      | —         | MPC                           |
| 238205     | 2003 UJ13  | 20 out 2003 | Socorro       | LINEAR          | Juno      | MPC                           |
| 238206     | 2003 UK29  | 23 out 2003 | Kvistaberg    | UDAS            | —         | MPC                           |
| 238207     | 2003 UR31  | 16 out 2003 | Kitt Peak     | Spacewatch      | —         | MPC                           |
| 238208     | 2003 UB43  | 17 out 2003 | Kitt Peak     | Spacewatch      | —         | MPC                           |
| 238209     | 2003 UG48  | 16 out 2003 | Anderson Mesa | LONEOS          | —         | MPC                           |
| 238210     | 2003 UO55  | 18 out 2003 | Palomar       | NEAT            | —         | MPC                           |
| 238211     | 2003 UT67  | 16 out 2003 | Kitt Peak     | Spacewatch      | —         | MPC                           |
| 238212     | 2003 UC72  | 19 out 2003 | Socorro       | LINEAR          | —         | MPC                           |
| 238213     | 2003 UD76  | 17 out 2003 | Kitt Peak     | Spacewatch      | —         | MPC                           |
| 238214     | 2003 UZ81  | 18 out 2003 | Haleakala     | NEAT            | —         | MPC                           |
| 238215     | 2003 UP86  | 18 out 2003 | Palomar       | NEAT            | —         | MPC                           |
| 238216     | 2003 UV86  | 18 out 2003 | Palomar       | NEAT            | —         | MPC                           |
| 238217     | 2003 UW102 | 20 out 2003 | Kitt Peak     | Spacewatch      | —         | MPC                           |
| 238218     | 2003 UO103 | 20 out 2003 | Palomar       | NEAT            | Phocaea   | MPC                           |
| 238219     | 2003 UQ110 | 19 out 2003 | Kitt Peak     | Spacewatch      | —         | MPC                           |
| 238220     | 2003 UE112 | 20 out 2003 | Socorro       | LINEAR          | —         | MPC                           |
| 238221     | 2003 UV118 | 17 out 2003 | Palomar       | NEAT            | —         | MPC                           |
| 238222     | 2003 UJ137 | 21 out 2003 | Socorro       | LINEAR          | —         | MPC                           |
| 238223     | 2003 UX144 | 18 out 2003 | Anderson Mesa | LONEOS          | —         | MPC                           |
| 238224     | 2003 UF148 | 19 out 2003 | Kitt Peak     | Spacewatch      | —         | MPC                           |
| 238225     | 2003 UA157 | 20 out 2003 | Socorro       | LINEAR          | —         | MPC                           |
| 238226     | 2003 UP161 | 21 out 2003 | Socorro       | LINEAR          | —         | MPC                           |
| 238227     | 2003 UB174 | 21 out 2003 | Kitt Peak     | Spacewatch      | —         | MPC                           |
| 238228     | 2003 UZ175 | 21 out 2003 | Palomar       | NEAT            | —         | MPC                           |
| 238229     | 2003 UU178 | 21 out 2003 | Palomar       | NEAT            | —         | MPC                           |
| 238230     | 2003 UL179 | 21 out 2003 | Socorro       | LINEAR          | —         | MPC                           |
| 238231     | 2003 UA188 | 22 out 2003 | Socorro       | LINEAR          | —         | MPC                           |
| 238232     | 2003 UC198 | 21 out 2003 | Kitt Peak     | Spacewatch      | —         | MPC                           |
| 238233     | 2003 UZ203 | 21 out 2003 | Kitt Peak     | Spacewatch      | —         | MPC                           |
| 238234     | 2003 UW204 | 22 out 2003 | Kitt Peak     | Spacewatch      | —         | MPC                           |
| 238235     | 2003 UT207 | 22 out 2003 | Socorro       | LINEAR          | —         | MPC                           |
| 238236     | 2003 US218 | 21 out 2003 | Socorro       | LINEAR          | —         | MPC                           |
| 238237     | 2003 UV220 | 22 out 2003 | Kitt Peak     | Spacewatch      | Phocaea   | MPC                           |
| 238238     | 2003 UA223 | 22 out 2003 | Socorro       | LINEAR          | —         | MPC                           |
| 238239     | 2003 UQ226 | 22 out 2003 | Kitt Peak     | Spacewatch      | —         | MPC                           |
| 238240     | 2003 UN229 | 23 out 2003 | Anderson Mesa | LONEOS          | —         | MPC                           |
| 238241     | 2003 UN246 | 24 out 2003 | Socorro       | LINEAR          | —         | MPC                           |
| 238242     | 2003 UD251 | 25 out 2003 | Socorro       | LINEAR          | —         | MPC                           |
| 238243     | 2003 UW254 | 25 out 2003 | Socorro       | LINEAR          | —         | MPC                           |
| 238244     | 2003 UE255 | 25 out 2003 | Kitt Peak     | Spacewatch      | —         | MPC                           |
| 238245     | 2003 UA261 | 26 out 2003 | Kitt Peak     | Spacewatch      | —         | MPC                           |
| 238246     | 2003 UE264 | 27 out 2003 | Socorro       | LINEAR          | —         | MPC                           |
| 238247     | 2003 UQ275 | 29 out 2003 | Socorro       | LINEAR          | —         | MPC                           |
| 238248     | 2003 UY276 | 30 out 2003 | Socorro       | LINEAR          | —         | MPC                           |
| 238249     | 2003 UD279 | 26 out 2003 | Kitt Peak     | Spacewatch      | —         | MPC                           |
| 238250     | 2003 UH294 | 16 out 2003 | Kitt Peak     | Spacewatch      | —         | MPC                           |
| 238251     | 2003 UN294 | 16 out 2003 | Palomar       | NEAT            | —         | MPC                           |
| 238252     | 2003 UH309 | 19 out 2003 | Kitt Peak     | Spacewatch      | —         | MPC                           |
| 238253     | 2003 UU354 | 19 out 2003 | Kitt Peak     | Spacewatch      | —         | MPC                           |
| 238254     | 2003 UF362 | 20 out 2003 | Kitt Peak     | Spacewatch      | —         | MPC                           |
| 238255     | 2003 VU3   | 15 nov 2003 | Kitt Peak     | Spacewatch      | —         | MPC                           |
| 238256     | 2003 VK5   | 15 nov 2003 | Kitt Peak     | Spacewatch      | —         | MPC                           |
| 238257     | 2003 WO    | 16 nov 2003 | Catalina      | CSS             | —         | MPC                           |
| 238258     | 2003 WG2   | 16 nov 2003 | Kitt Peak     | Spacewatch      | —         | MPC                           |
| 238259     | 2003 WG3   | 16 nov 2003 | Kitt Peak     | Spacewatch      | —         | MPC                           |
| 238260     | 2003 WR4   | 16 nov 2003 | Kitt Peak     | Spacewatch      | —         | MPC                           |
| 238261     | 2003 WP9   | 18 nov 2003 | Kitt Peak     | Spacewatch      | —         | MPC                           |
| 238262     | 2003 WC22  | 19 nov 2003 | Socorro       | LINEAR          | —         | MPC                           |
| 238263     | 2003 WA23  | 18 nov 2003 | Kitt Peak     | Spacewatch      | —         | MPC                           |
| 238264     | 2003 WF32  | 18 nov 2003 | Kitt Peak     | Spacewatch      | Koronis   | MPC                           |
| 238265     | 2003 WK45  | 19 nov 2003 | Palomar       | NEAT            | —         | MPC                           |
| 238266     | 2003 WV46  | 18 nov 2003 | Palomar       | NEAT            | —         | MPC                           |
| 238267     | 2003 WW48  | 19 nov 2003 | Kitt Peak     | Spacewatch      | —         | MPC                           |
| 238268     | 2003 WY58  | 18 nov 2003 | Kitt Peak     | Spacewatch      | —         | MPC                           |
| 238269     | 2003 WO61  | 19 nov 2003 | Kitt Peak     | Spacewatch      | —         | MPC                           |
| 238270     | 2003 WP63  | 19 nov 2003 | Kitt Peak     | Spacewatch      | —         | MPC                           |
| 238271     | 2003 WY67  | 19 nov 2003 | Kitt Peak     | Spacewatch      | —         | MPC                           |
| 238272     | 2003 WJ68  | 19 nov 2003 | Kitt Peak     | Spacewatch      | —         | MPC                           |
| 238273     | 2003 WY71  | 20 nov 2003 | Socorro       | LINEAR          | —         | MPC                           |
| 238274     | 2003 WU79  | 20 nov 2003 | Socorro       | LINEAR          | Phocaea   | MPC                           |
| 238275     | 2003 WG82  | 19 nov 2003 | Palomar       | NEAT            | —         | MPC                           |
| 238276     | 2003 WF89  | 16 nov 2003 | Catalina      | CSS             | —         | MPC                           |
| 238277     | 2003 WP94  | 19 nov 2003 | Anderson Mesa | LONEOS          | —         | MPC                           |
| 238278     | 2003 WH96  | 19 nov 2003 | Anderson Mesa | LONEOS          | —         | MPC                           |
| 238279     | 2003 WS99  | 20 nov 2003 | Socorro       | LINEAR          | —         | MPC                           |
| 238280     | 2003 WO106 | 21 nov 2003 | Socorro       | LINEAR          | —         | MPC                           |
| 238281     | 2003 WX113 | 20 nov 2003 | Socorro       | LINEAR          | —         | MPC                           |
| 238282     | 2003 WP116 | 20 nov 2003 | Socorro       | LINEAR          | —         | MPC                           |
| 238283     | 2003 WF127 | 20 nov 2003 | Socorro       | LINEAR          | —         | MPC                           |
| 238284     | 2003 WK127 | 20 nov 2003 | Socorro       | LINEAR          | —         | MPC                           |
| 238285     | 2003 WF129 | 21 nov 2003 | Socorro       | LINEAR          | —         | MPC                           |
| 238286     | 2003 WE140 | 21 nov 2003 | Socorro       | LINEAR          | —         | MPC                           |
| 238287     | 2003 WF144 | 21 nov 2003 | Socorro       | LINEAR          | —         | MPC                           |
| 238288     | 2003 WS145 | 21 nov 2003 | Socorro       | LINEAR          | —         | MPC                           |
| 238289     | 2003 WB148 | 23 nov 2003 | Kitt Peak     | Spacewatch      | —         | MPC                           |
| 238290     | 2003 WC150 | 24 nov 2003 | Anderson Mesa | LONEOS          | —         | MPC                           |
| 238291     | 2003 WO150 | 24 nov 2003 | Anderson Mesa | LONEOS          | —         | MPC                           |
| 238292     | 2003 WK154 | 26 nov 2003 | Kitt Peak     | Spacewatch      | —         | MPC                           |
| 238293     | 2003 WO155 | 26 nov 2003 | Kitt Peak     | Spacewatch      | —         | MPC                           |
| 238294     | 2003 WG158 | 28 nov 2003 | Kitt Peak     | Spacewatch      | —         | MPC                           |
| 238295     | 2003 WA160 | 30 nov 2003 | Kitt Peak     | Spacewatch      | —         | MPC                           |
| 238296     | 2003 WM161 | 30 nov 2003 | Kitt Peak     | Spacewatch      | —         | MPC                           |
| 238297     | 2003 WY165 | 30 nov 2003 | Kitt Peak     | Spacewatch      | —         | MPC                           |
| 238298     | 2003 WZ175 | 19 nov 2003 | Kitt Peak     | Spacewatch      | —         | MPC                           |
| 238299     | 2003 XE8   | 4 dez 2003  | Socorro       | LINEAR          | —         | MPC                           |
| 238300     | 2003 XT14  | 13 dez 2003 | Socorro       | LINEAR          | —         | MPC                           |

## 238301–238400
| Designação | Designação | Descoberta  | Descoberta    | Descobridor(es) | Categoria | Mais informações / Referência |
| Permanente | Provisória | Data        | Local         | Descobridor(es) | Categoria | Mais informações / Referência |
| ---------- | ---------- | ----------- | ------------- | --------------- | --------- | ----------------------------- |
| 238301     | 2003 XQ15  | 3 dez 2003  | Socorro       | LINEAR          | —         | MPC                           |
| 238302     | 2003 XD20  | 14 dez 2003 | Kitt Peak     | Spacewatch      | —         | MPC                           |
| 238303     | 2003 XY22  | 1 dez 2003  | Kitt Peak     | Spacewatch      | —         | MPC                           |
| 238304     | 2003 XZ24  | 1 dez 2003  | Socorro       | LINEAR          | —         | MPC                           |
| 238305     | 2003 XW27  | 1 dez 2003  | Kitt Peak     | Spacewatch      | —         | MPC                           |
| 238306     | 2003 XH30  | 1 dez 2003  | Kitt Peak     | Spacewatch      | —         | MPC                           |
| 238307     | 2003 YQ3   | 18 dez 2003 | Socorro       | LINEAR          | Juno      | MPC                           |
| 238308     | 2003 YQ14  | 17 dez 2003 | Socorro       | LINEAR          | —         | MPC                           |
| 238309     | 2003 YJ21  | 17 dez 2003 | Kitt Peak     | Spacewatch      | —         | MPC                           |
| 238310     | 2003 YH23  | 17 dez 2003 | Kitt Peak     | Spacewatch      | —         | MPC                           |
| 238311     | 2003 YV38  | 19 dez 2003 | Kitt Peak     | Spacewatch      | —         | MPC                           |
| 238312     | 2003 YB40  | 19 dez 2003 | Kitt Peak     | Spacewatch      | —         | MPC                           |
| 238313     | 2003 YG53  | 19 dez 2003 | Socorro       | LINEAR          | —         | MPC                           |
| 238314     | 2003 YO59  | 19 dez 2003 | Socorro       | LINEAR          | —         | MPC                           |
| 238315     | 2003 YZ69  | 21 dez 2003 | Socorro       | LINEAR          | —         | MPC                           |
| 238316     | 2003 YB82  | 18 dez 2003 | Socorro       | LINEAR          | —         | MPC                           |
| 238317     | 2003 YT99  | 19 dez 2003 | Socorro       | LINEAR          | —         | MPC                           |
| 238318     | 2003 YW126 | 27 dez 2003 | Socorro       | LINEAR          | —         | MPC                           |
| 238319     | 2003 YH131 | 28 dez 2003 | Socorro       | LINEAR          | —         | MPC                           |
| 238320     | 2003 YX131 | 28 dez 2003 | Socorro       | LINEAR          | Brangane  | MPC                           |
| 238321     | 2003 YP140 | 28 dez 2003 | Socorro       | LINEAR          | Phocaea   | MPC                           |
| 238322     | 2003 YU151 | 29 dez 2003 | Socorro       | LINEAR          | —         | MPC                           |
| 238323     | 2003 YU153 | 29 dez 2003 | Catalina      | CSS             | —         | MPC                           |
| 238324     | 2003 YH164 | 17 dez 2003 | Kitt Peak     | Spacewatch      | —         | MPC                           |
| 238325     | 2003 YN173 | 19 dez 2003 | Kitt Peak     | Spacewatch      | —         | MPC                           |
| 238326     | 2004 AG5   | 13 jan 2004 | Anderson Mesa | LONEOS          | —         | MPC                           |
| 238327     | 2004 AV16  | 15 jan 2004 | Kitt Peak     | Spacewatch      | —         | MPC                           |
| 238328     | 2004 AB17  | 15 jan 2004 | Kitt Peak     | Spacewatch      | —         | MPC                           |
| 238329     | 2004 BS4   | 16 jan 2004 | Palomar       | NEAT            | —         | MPC                           |
| 238330     | 2004 BA5   | 16 jan 2004 | Palomar       | NEAT            | —         | MPC                           |
| 238331     | 2004 BW16  | 16 jan 2004 | Catalina      | CSS             | —         | MPC                           |
| 238332     | 2004 BO17  | 18 jan 2004 | Palomar       | NEAT            | —         | MPC                           |
| 238333     | 2004 BB21  | 16 jan 2004 | Kitt Peak     | Spacewatch      | —         | MPC                           |
| 238334     | 2004 BE37  | 19 jan 2004 | Kitt Peak     | Spacewatch      | —         | MPC                           |
| 238335     | 2004 BF46  | 21 jan 2004 | Socorro       | LINEAR          | —         | MPC                           |
| 238336     | 2004 BA57  | 23 jan 2004 | Socorro       | LINEAR          | —         | MPC                           |
| 238337     | 2004 BG58  | 23 jan 2004 | Socorro       | LINEAR          | —         | MPC                           |
| 238338     | 2004 BP59  | 24 jan 2004 | Socorro       | LINEAR          | —         | MPC                           |
| 238339     | 2004 BK70  | 22 jan 2004 | Socorro       | LINEAR          | Brangane  | MPC                           |
| 238340     | 2004 BC79  | 22 jan 2004 | Socorro       | LINEAR          | —         | MPC                           |
| 238341     | 2004 BA81  | 26 jan 2004 | Anderson Mesa | LONEOS          | —         | MPC                           |
| 238342     | 2004 BZ86  | 22 jan 2004 | Socorro       | LINEAR          | —         | MPC                           |
| 238343     | 2004 BJ87  | 23 jan 2004 | Anderson Mesa | LONEOS          | —         | MPC                           |
| 238344     | 2004 BL103 | 31 jan 2004 | Socorro       | LINEAR          | —         | MPC                           |
| 238345     | 2004 BS106 | 26 jan 2004 | Anderson Mesa | LONEOS          | —         | MPC                           |
| 238346     | 2004 BW108 | 28 jan 2004 | Catalina      | CSS             | —         | MPC                           |
| 238347     | 2004 BM109 | 28 jan 2004 | Catalina      | CSS             | —         | MPC                           |
| 238348     | 2004 BP109 | 28 jan 2004 | Catalina      | CSS             | —         | MPC                           |
| 238349     | 2004 BG111 | 29 jan 2004 | Catalina      | CSS             | —         | MPC                           |
| 238350     | 2004 BQ113 | 28 jan 2004 | Catalina      | CSS             | —         | MPC                           |
| 238351     | 2004 BP116 | 27 jan 2004 | Catalina      | CSS             | —         | MPC                           |
| 238352     | 2004 BH118 | 29 jan 2004 | Socorro       | LINEAR          | —         | MPC                           |
| 238353     | 2004 BF122 | 30 jan 2004 | Catalina      | CSS             | —         | MPC                           |
| 238354     | 2004 BF132 | 17 jan 2004 | Palomar       | NEAT            | —         | MPC                           |
| 238355     | 2004 BF162 | 17 jan 2004 | Palomar       | NEAT            | —         | MPC                           |
| 238356     | 2004 CC4   | 10 fev 2004 | Palomar       | NEAT            | Brangane  | MPC                           |
| 238357     | 2004 CK5   | 10 fev 2004 | Palomar       | NEAT            | —         | MPC                           |
| 238358     | 2004 CP7   | 10 fev 2004 | Catalina      | CSS             | —         | MPC                           |
| 238359     | 2004 CJ9   | 11 fev 2004 | Kitt Peak     | Spacewatch      | —         | MPC                           |
| 238360     | 2004 CO24  | 12 fev 2004 | Kitt Peak     | Spacewatch      | —         | MPC                           |
| 238361     | 2004 CV39  | 12 fev 2004 | Desert Eagle  | W. K. Y. Yeung  | —         | MPC                           |
| 238362     | 2004 CF43  | 11 fev 2004 | Palomar       | NEAT            | —         | MPC                           |
| 238363     | 2004 CG43  | 11 fev 2004 | Palomar       | NEAT            | —         | MPC                           |
| 238364     | 2004 CP46  | 13 fev 2004 | Kitt Peak     | Spacewatch      | —         | MPC                           |
| 238365     | 2004 CE52  | 14 fev 2004 | Socorro       | LINEAR          | —         | MPC                           |
| 238366     | 2004 CT57  | 13 fev 2004 | Palomar       | NEAT            | —         | MPC                           |
| 238367     | 2004 CK58  | 10 fev 2004 | Catalina      | CSS             | Ursula    | MPC                           |
| 238368     | 2004 CP59  | 10 fev 2004 | Palomar       | NEAT            | —         | MPC                           |
| 238369     | 2004 CR59  | 10 fev 2004 | Palomar       | NEAT            | —         | MPC                           |
| 238370     | 2004 CO60  | 11 fev 2004 | Palomar       | NEAT            | —         | MPC                           |
| 238371     | 2004 CH63  | 12 fev 2004 | Palomar       | NEAT            | —         | MPC                           |
| 238372     | 2004 CP65  | 14 fev 2004 | Haleakala     | NEAT            | —         | MPC                           |
| 238373     | 2004 CL67  | 10 fev 2004 | Palomar       | NEAT            | —         | MPC                           |
| 238374     | 2004 CR67  | 10 fev 2004 | Palomar       | NEAT            | —         | MPC                           |
| 238375     | 2004 CP70  | 12 fev 2004 | Kitt Peak     | Spacewatch      | —         | MPC                           |
| 238376     | 2004 CN86  | 14 fev 2004 | Kitt Peak     | Spacewatch      | —         | MPC                           |
| 238377     | 2004 CL93  | 11 fev 2004 | Palomar       | NEAT            | —         | MPC                           |
| 238378     | 2004 CN98  | 14 fev 2004 | Catalina      | CSS             | —         | MPC                           |
| 238379     | 2004 CV100 | 15 fev 2004 | Catalina      | CSS             | —         | MPC                           |
| 238380     | 2004 CA103 | 12 fev 2004 | Palomar       | NEAT            | Ursula    | MPC                           |
| 238381     | 2004 CG106 | 14 fev 2004 | Palomar       | NEAT            | —         | MPC                           |
| 238382     | 2004 CZ108 | 15 fev 2004 | Catalina      | CSS             | —         | MPC                           |
| 238383     | 2004 CO114 | 11 fev 2004 | Socorro       | LINEAR          | —         | MPC                           |
| 238384     | 2004 CR125 | 12 fev 2004 | Kitt Peak     | Spacewatch      | —         | MPC                           |
| 238385     | 2004 DK13  | 16 fev 2004 | Catalina      | CSS             | —         | MPC                           |
| 238386     | 2004 DS35  | 19 fev 2004 | Socorro       | LINEAR          | —         | MPC                           |
| 238387     | 2004 DF50  | 22 fev 2004 | Kitt Peak     | Spacewatch      | Brangane  | MPC                           |
| 238388     | 2004 DZ51  | 23 fev 2004 | Socorro       | LINEAR          | —         | MPC                           |
| 238389     | 2004 DA55  | 22 fev 2004 | Kitt Peak     | Spacewatch      | —         | MPC                           |
| 238390     | 2004 DW78  | 21 fev 2004 | Haleakala     | NEAT            | —         | MPC                           |
| 238391     | 2004 DO79  | 16 fev 2004 | Catalina      | CSS             | —         | MPC                           |
| 238392     | 2004 DU79  | 22 fev 2004 | Kitt Peak     | Spacewatch      | —         | MPC                           |
| 238393     | 2004 ET2   | 9 mar 2004  | Palomar       | NEAT            | —         | MPC                           |
| 238394     | 2004 ET3   | 10 mar 2004 | Palomar       | NEAT            | —         | MPC                           |
| 238395     | 2004 EP5   | 11 mar 2004 | Palomar       | NEAT            | Brangane  | MPC                           |
| 238396     | 2004 EG9   | 10 mar 2004 | Socorro       | LINEAR          | —         | MPC                           |
| 238397     | 2004 EJ9   | 14 mar 2004 | Socorro       | LINEAR          | —         | MPC                           |
| 238398     | 2004 EL9   | 14 mar 2004 | Socorro       | LINEAR          | —         | MPC                           |
| 238399     | 2004 EJ12  | 11 mar 2004 | Palomar       | NEAT            | —         | MPC                           |
| 238400     | 2004 EJ15  | 11 mar 2004 | Palomar       | NEAT            | —         | MPC                           |

## 238401–238500
| Designação | Designação | Descoberta  | Descoberta       | Descobridor(es) | Categoria | Mais informações / Referência |
| Permanente | Provisória | Data        | Local            | Descobridor(es) | Categoria | Mais informações / Referência |
| ---------- | ---------- | ----------- | ---------------- | --------------- | --------- | ----------------------------- |
| 238401     | 2004 EG18  | 12 mar 2004 | Palomar          | NEAT            | —         | MPC                           |
| 238402     | 2004 EO26  | 14 mar 2004 | Kitt Peak        | Spacewatch      | —         | MPC                           |
| 238403     | 2004 EW39  | 15 mar 2004 | Catalina         | CSS             | —         | MPC                           |
| 238404     | 2004 EC47  | 15 mar 2004 | Kitt Peak        | Spacewatch      | —         | MPC                           |
| 238405     | 2004 EA52  | 15 mar 2004 | Kitt Peak        | Spacewatch      | Ursula    | MPC                           |
| 238406     | 2004 ED59  | 15 mar 2004 | Kitt Peak        | Spacewatch      | —         | MPC                           |
| 238407     | 2004 EE65  | 14 mar 2004 | Socorro          | LINEAR          | —         | MPC                           |
| 238408     | 2004 EJ65  | 14 mar 2004 | Socorro          | LINEAR          | —         | MPC                           |
| 238409     | 2004 EN65  | 14 mar 2004 | Socorro          | LINEAR          | —         | MPC                           |
| 238410     | 2004 EO65  | 14 mar 2004 | Socorro          | LINEAR          | —         | MPC                           |
| 238411     | 2004 ET74  | 13 mar 2004 | Palomar          | NEAT            | —         | MPC                           |
| 238412     | 2004 EY93  | 15 mar 2004 | Socorro          | LINEAR          | —         | MPC                           |
| 238413     | 2004 EM112 | 15 mar 2004 | Kitt Peak        | Spacewatch      | —         | MPC                           |
| 238414     | 2004 FF2   | 16 mar 2004 | Goodricke-Pigott | R. A. Tucker    | —         | MPC                           |
| 238415     | 2004 FQ7   | 16 mar 2004 | Socorro          | LINEAR          | Ursula    | MPC                           |
| 238416     | 2004 FZ8   | 16 mar 2004 | Socorro          | LINEAR          | —         | MPC                           |
| 238417     | 2004 FS19  | 16 mar 2004 | Kitt Peak        | Spacewatch      | —         | MPC                           |
| 238418     | 2004 FM36  | 16 mar 2004 | Socorro          | LINEAR          | Ursula    | MPC                           |
| 238419     | 2004 FX52  | 19 mar 2004 | Socorro          | LINEAR          | —         | MPC                           |
| 238420     | 2004 FJ53  | 17 mar 2004 | Kitt Peak        | Spacewatch      | —         | MPC                           |
| 238421     | 2004 FN84  | 18 mar 2004 | Catalina         | CSS             | —         | MPC                           |
| 238422     | 2004 FN96  | 23 mar 2004 | Socorro          | LINEAR          | —         | MPC                           |
| 238423     | 2004 FW155 | 17 mar 2004 | Kitt Peak        | Spacewatch      | —         | MPC                           |
| 238424     | 2004 GU3   | 10 abr 2004 | Catalina         | CSS             | —         | MPC                           |
| 238425     | 2004 GM5   | 11 abr 2004 | Palomar          | NEAT            | Brangane  | MPC                           |
| 238426     | 2004 GX15  | 9 abr 2004  | Siding Spring    | SSS             | —         | MPC                           |
| 238427     | 2004 GZ36  | 14 abr 2004 | Anderson Mesa    | LONEOS          | —         | MPC                           |
| 238428     | 2004 GW78  | 11 abr 2004 | Palomar          | NEAT            | —         | MPC                           |
| 238429     | 2004 HM20  | 22 abr 2004 | Desert Eagle     | W. K. Y. Yeung  | —         | MPC                           |
| 238430     | 2004 HM63  | 21 abr 2004 | Kitt Peak        | Spacewatch      | —         | MPC                           |
| 238431     | 2004 JU8   | 13 mai 2004 | Kitt Peak        | Spacewatch      | —         | MPC                           |
| 238432     | 2004 LZ8   | 12 jun 2004 | Catalina         | CSS             | —         | MPC                           |
| 238433     | 2004 NP23  | 14 jul 2004 | Socorro          | LINEAR          | —         | MPC                           |
| 238434     | 2004 OG2   | 16 jul 2004 | Socorro          | LINEAR          | —         | MPC                           |
| 238435     | 2004 OU13  | 22 jul 2004 | Mauna Kea        | C. Veillet      | —         | MPC                           |
| 238436     | 2004 PZ7   | 6 ago 2004  | Palomar          | NEAT            | —         | MPC                           |
| 238437     | 2004 PS25  | 8 ago 2004  | Socorro          | LINEAR          | —         | MPC                           |
| 238438     | 2004 PQ29  | 7 ago 2004  | Palomar          | NEAT            | —         | MPC                           |
| 238439     | 2004 PD32  | 8 ago 2004  | Socorro          | LINEAR          | —         | MPC                           |
| 238440     | 2004 PV35  | 8 ago 2004  | Anderson Mesa    | LONEOS          | —         | MPC                           |
| 238441     | 2004 PK47  | 8 ago 2004  | Socorro          | LINEAR          | —         | MPC                           |
| 238442     | 2004 PE50  | 8 ago 2004  | Socorro          | LINEAR          | —         | MPC                           |
| 238443     | 2004 PC52  | 8 ago 2004  | Socorro          | LINEAR          | —         | MPC                           |
| 238444     | 2004 PF58  | 9 ago 2004  | Socorro          | LINEAR          | —         | MPC                           |
| 238445     | 2004 PU61  | 9 ago 2004  | Socorro          | LINEAR          | —         | MPC                           |
| 238446     | 2004 PU65  | 10 ago 2004 | Anderson Mesa    | LONEOS          | —         | MPC                           |
| 238447     | 2004 PV73  | 8 ago 2004  | Socorro          | LINEAR          | —         | MPC                           |
| 238448     | 2004 PN75  | 8 ago 2004  | Anderson Mesa    | LONEOS          | —         | MPC                           |
| 238449     | 2004 PP80  | 9 ago 2004  | Socorro          | LINEAR          | —         | MPC                           |
| 238450     | 2004 PK100 | 12 ago 2004 | Socorro          | LINEAR          | —         | MPC                           |
| 238451     | 2004 PA103 | 12 ago 2004 | Socorro          | LINEAR          | —         | MPC                           |
| 238452     | 2004 PZ105 | 15 ago 2004 | Siding Spring    | SSS             | —         | MPC                           |
| 238453     | 2004 QF    | 16 ago 2004 | Palomar          | NEAT            | —         | MPC                           |
| 238454     | 2004 QW9   | 21 ago 2004 | Siding Spring    | SSS             | —         | MPC                           |
| 238455     | 2004 QS26  | 23 ago 2004 | Kitt Peak        | Spacewatch      | —         | MPC                           |
| 238456     | 2004 RK    | 3 set 2004  | Anderson Mesa    | LONEOS          | —         | MPC                           |
| 238457     | 2004 RL7   | 6 set 2004  | Socorro          | LINEAR          | —         | MPC                           |
| 238458     | 2004 RD14  | 6 set 2004  | Siding Spring    | SSS             | —         | MPC                           |
| 238459     | 2004 RC28  | 6 set 2004  | Siding Spring    | SSS             | —         | MPC                           |
| 238460     | 2004 RF32  | 7 set 2004  | Socorro          | LINEAR          | —         | MPC                           |
| 238461     | 2004 RV40  | 7 set 2004  | Kitt Peak        | Spacewatch      | Mitidika  | MPC                           |
| 238462     | 2004 RR45  | 8 set 2004  | Socorro          | LINEAR          | —         | MPC                           |
| 238463     | 2004 RV50  | 8 set 2004  | Socorro          | LINEAR          | —         | MPC                           |
| 238464     | 2004 RH52  | 8 set 2004  | Socorro          | LINEAR          | —         | MPC                           |
| 238465     | 2004 RW62  | 8 set 2004  | Socorro          | LINEAR          | —         | MPC                           |
| 238466     | 2004 RE63  | 8 set 2004  | Socorro          | LINEAR          | —         | MPC                           |
| 238467     | 2004 RM63  | 8 set 2004  | Socorro          | LINEAR          | —         | MPC                           |
| 238468     | 2004 RA64  | 8 set 2004  | Socorro          | LINEAR          | —         | MPC                           |
| 238469     | 2004 RD64  | 8 set 2004  | Socorro          | LINEAR          | —         | MPC                           |
| 238470     | 2004 RF65  | 8 set 2004  | Socorro          | LINEAR          | —         | MPC                           |
| 238471     | 2004 RC68  | 8 set 2004  | Socorro          | LINEAR          | —         | MPC                           |
| 238472     | 2004 RH73  | 8 set 2004  | Socorro          | LINEAR          | Mitidika  | MPC                           |
| 238473     | 2004 RN76  | 8 set 2004  | Socorro          | LINEAR          | —         | MPC                           |
| 238474     | 2004 RO76  | 8 set 2004  | Socorro          | LINEAR          | —         | MPC                           |
| 238475     | 2004 RT86  | 7 set 2004  | Socorro          | LINEAR          | —         | MPC                           |
| 238476     | 2004 RP103 | 8 set 2004  | Socorro          | LINEAR          | —         | MPC                           |
| 238477     | 2004 RQ103 | 8 set 2004  | Palomar          | NEAT            | —         | MPC                           |
| 238478     | 2004 RR104 | 8 set 2004  | Palomar          | NEAT            | —         | MPC                           |
| 238479     | 2004 RL153 | 10 set 2004 | Socorro          | LINEAR          | —         | MPC                           |
| 238480     | 2004 RC157 | 10 set 2004 | Socorro          | LINEAR          | —         | MPC                           |
| 238481     | 2004 RP173 | 9 set 2004  | Kitt Peak        | Spacewatch      | —         | MPC                           |
| 238482     | 2004 RF183 | 10 set 2004 | Socorro          | LINEAR          | —         | MPC                           |
| 238483     | 2004 RA192 | 10 set 2004 | Socorro          | LINEAR          | —         | MPC                           |
| 238484     | 2004 RX222 | 7 set 2004  | Socorro          | LINEAR          | —         | MPC                           |
| 238485     | 2004 RP229 | 9 set 2004  | Kitt Peak        | Spacewatch      | —         | MPC                           |
| 238486     | 2004 RU231 | 9 set 2004  | Kitt Peak        | Spacewatch      | —         | MPC                           |
| 238487     | 2004 RT243 | 10 set 2004 | Kitt Peak        | Spacewatch      | —         | MPC                           |
| 238488     | 2004 RU257 | 9 set 2004  | Anderson Mesa    | LONEOS          | —         | MPC                           |
| 238489     | 2004 RU272 | 11 set 2004 | Kitt Peak        | Spacewatch      | —         | MPC                           |
| 238490     | 2004 RT281 | 15 set 2004 | Kitt Peak        | Spacewatch      | —         | MPC                           |
| 238491     | 2004 RC285 | 15 set 2004 | Kitt Peak        | Spacewatch      | Mitidika  | MPC                           |
| 238492     | 2004 RR310 | 13 set 2004 | Palomar          | NEAT            | —         | MPC                           |
| 238493     | 2004 RX313 | 15 set 2004 | Kitt Peak        | Spacewatch      | —         | MPC                           |
| 238494     | 2004 RY337 | 15 set 2004 | Kitt Peak        | Spacewatch      | —         | MPC                           |
| 238495     | 2004 RH338 | 15 set 2004 | Kitt Peak        | Spacewatch      | —         | MPC                           |
| 238496     | 2004 RZ345 | 9 set 2004  | Socorro          | LINEAR          | —         | MPC                           |
| 238497     | 2004 SG25  | 21 set 2004 | Kitt Peak        | Spacewatch      | —         | MPC                           |
| 238498     | 2004 SQ28  | 17 set 2004 | Socorro          | LINEAR          | —         | MPC                           |
| 238499     | 2004 SA30  | 17 set 2004 | Socorro          | LINEAR          | —         | MPC                           |
| 238500     | 2004 SM33  | 17 set 2004 | Socorro          | LINEAR          | —         | MPC                           |

## 238501–238600
| Designação       | Designação | Descoberta  | Descoberta       | Descobridor(es)     | Categoria | Mais informações / Referência |
| Permanente       | Provisória | Data        | Local            | Descobridor(es)     | Categoria | Mais informações / Referência |
| ---------------- | ---------- | ----------- | ---------------- | ------------------- | --------- | ----------------------------- |
| 238501           | 2004 SS52  | 21 set 2004 | Socorro          | LINEAR              | —         | MPC                           |
| 238502           | 2004 SB54  | 22 set 2004 | Socorro          | LINEAR              | —         | MPC                           |
| 238503           | 2004 SF54  | 22 set 2004 | Socorro          | LINEAR              | —         | MPC                           |
| 238504           | 2004 SG58  | 16 set 2004 | Anderson Mesa    | LONEOS              | —         | MPC                           |
| 238505           | 2004 TK5   | 4 out 2004  | Kitt Peak        | Spacewatch          | —         | MPC                           |
| 238506           | 2004 TH8   | 5 out 2004  | Anderson Mesa    | LONEOS              | —         | MPC                           |
| 238507           | 2004 TW12  | 7 out 2004  | Goodricke-Pigott | R. A. Tucker        | —         | MPC                           |
| 238508           | 2004 TO46  | 4 out 2004  | Kitt Peak        | Spacewatch          | —         | MPC                           |
| 238509           | 2004 TH52  | 4 out 2004  | Kitt Peak        | Spacewatch          | —         | MPC                           |
| 238510           | 2004 TH55  | 4 out 2004  | Kitt Peak        | Spacewatch          | —         | MPC                           |
| 238511           | 2004 TJ68  | 5 out 2004  | Anderson Mesa    | LONEOS              | —         | MPC                           |
| 238512           | 2004 TF70  | 5 out 2004  | Palomar          | NEAT                | —         | MPC                           |
| 238513           | 2004 TU88  | 5 out 2004  | Kitt Peak        | Spacewatch          | —         | MPC                           |
| 238514           | 2004 TV98  | 5 out 2004  | Kitt Peak        | Spacewatch          | —         | MPC                           |
| 238515           | 2004 TN108 | 7 out 2004  | Socorro          | LINEAR              | —         | MPC                           |
| 238516           | 2004 TM109 | 7 out 2004  | Socorro          | LINEAR              | —         | MPC                           |
| 238517           | 2004 TN113 | 7 out 2004  | Palomar          | NEAT                | —         | MPC                           |
| 238518           | 2004 TC121 | 7 out 2004  | Anderson Mesa    | LONEOS              | —         | MPC                           |
| 238519           | 2004 TC133 | 7 out 2004  | Anderson Mesa    | LONEOS              | —         | MPC                           |
| 238520           | 2004 TZ144 | 4 out 2004  | Kitt Peak        | Spacewatch          | —         | MPC                           |
| 238521           | 2004 TF151 | 6 out 2004  | Kitt Peak        | Spacewatch          | —         | MPC                           |
| 238522           | 2004 TZ163 | 6 out 2004  | Kitt Peak        | Spacewatch          | —         | MPC                           |
| 238523           | 2004 TV169 | 7 out 2004  | Socorro          | LINEAR              | —         | MPC                           |
| 238524           | 2004 TV173 | 8 out 2004  | Socorro          | LINEAR              | —         | MPC                           |
| 238525           | 2004 TL185 | 7 out 2004  | Kitt Peak        | Spacewatch          | —         | MPC                           |
| 238526           | 2004 TE187 | 7 out 2004  | Kitt Peak        | Spacewatch          | —         | MPC                           |
| 238527           | 2004 TN220 | 6 out 2004  | Socorro          | LINEAR              | —         | MPC                           |
| 238528           | 2004 TH240 | 10 out 2004 | Socorro          | LINEAR              | —         | MPC                           |
| 238529           | 2004 TR262 | 9 out 2004  | Socorro          | LINEAR              | —         | MPC                           |
| 238530           | 2004 TM275 | 9 out 2004  | Kitt Peak        | Spacewatch          | —         | MPC                           |
| 238531           | 2004 TL278 | 9 out 2004  | Kitt Peak        | Spacewatch          | —         | MPC                           |
| 238532           | 2004 TJ281 | 11 out 2004 | Kitt Peak        | Spacewatch          | —         | MPC                           |
| 238533           | 2004 TM321 | 11 out 2004 | Kitt Peak        | Spacewatch          | —         | MPC                           |
| 238534           | 2004 TH332 | 9 out 2004  | Kitt Peak        | Spacewatch          | —         | MPC                           |
| 238535           | 2004 TQ334 | 10 out 2004 | Kitt Peak        | Spacewatch          | —         | MPC                           |
| 238536           | 2004 VH6   | 3 nov 2004  | Kitt Peak        | Spacewatch          | —         | MPC                           |
| 238537           | 2004 VY8   | 3 nov 2004  | Catalina         | CSS                 | —         | MPC                           |
| 238538           | 2004 VU12  | 3 nov 2004  | Palomar          | NEAT                | —         | MPC                           |
| 238539           | 2004 VD19  | 4 nov 2004  | Kitt Peak        | Spacewatch          | —         | MPC                           |
| 238540           | 2004 VM21  | 4 nov 2004  | Catalina         | CSS                 | —         | MPC                           |
| 238541           | 2004 VV24  | 4 nov 2004  | Anderson Mesa    | LONEOS              | —         | MPC                           |
| 238542           | 2004 VT27  | 5 nov 2004  | Palomar          | NEAT                | —         | MPC                           |
| 238543           | 2004 VK36  | 4 nov 2004  | Kitt Peak        | Spacewatch          | —         | MPC                           |
| 238544           | 2004 VT48  | 4 nov 2004  | Kitt Peak        | Spacewatch          | —         | MPC                           |
| 238545           | 2004 VS62  | 6 nov 2004  | Socorro          | LINEAR              | Pallas    | MPC                           |
| 238546           | 2004 VK65  | 13 nov 2004 | Great Shefford   | P. Birtwhistle      | —         | MPC                           |
| 238547           | 2004 VL70  | 4 nov 2004  | Catalina         | CSS                 | —         | MPC                           |
| 238548           | 2004 VV70  | 7 nov 2004  | Socorro          | LINEAR              | —         | MPC                           |
| 238549           | 2004 VB75  | 12 nov 2004 | Catalina         | CSS                 | —         | MPC                           |
| 238550           | 2004 VP75  | 4 nov 2004  | Kitt Peak        | Spacewatch          | —         | MPC                           |
| 238551           | 2004 VW96  | 11 nov 2004 | Kitt Peak        | Spacewatch          | —         | MPC                           |
| 238552           | 2004 WS7   | 19 nov 2004 | Catalina         | CSS                 | —         | MPC                           |
| 238553           | 2004 XX4   | 2 dez 2004  | Catalina         | CSS                 | —         | MPC                           |
| 238554           | 2004 XK13  | 8 dez 2004  | Socorro          | LINEAR              | —         | MPC                           |
| 238555           | 2004 XL15  | 8 dez 2004  | Socorro          | LINEAR              | —         | MPC                           |
| 238556           | 2004 XN21  | 8 dez 2004  | Socorro          | LINEAR              | —         | MPC                           |
| 238557           | 2004 XK26  | 9 dez 2004  | Kitt Peak        | Spacewatch          | —         | MPC                           |
| 238558           | 2004 XH27  | 10 dez 2004 | Socorro          | LINEAR              | —         | MPC                           |
| 238559           | 2004 XX28  | 10 dez 2004 | Socorro          | LINEAR              | —         | MPC                           |
| 238560           | 2004 XO44  | 2 dez 2004  | Socorro          | LINEAR              | Pallas    | MPC                           |
| 238561           | 2004 XP51  | 10 dez 2004 | Socorro          | LINEAR              | —         | MPC                           |
| 238562           | 2004 XX53  | 10 dez 2004 | Kitt Peak        | Spacewatch          | —         | MPC                           |
| 238563           | 2004 XN60  | 12 dez 2004 | Kitt Peak        | Spacewatch          | —         | MPC                           |
| 238564           | 2004 XP64  | 2 dez 2004  | Kitt Peak        | Spacewatch          | —         | MPC                           |
| 238565           | 2004 XQ74  | 8 dez 2004  | Socorro          | LINEAR              | —         | MPC                           |
| 238566           | 2004 XD75  | 9 dez 2004  | Kitt Peak        | Spacewatch          | —         | MPC                           |
| 238567           | 2004 XO78  | 10 dez 2004 | Socorro          | LINEAR              | —         | MPC                           |
| 238568           | 2004 XF80  | 10 dez 2004 | Jarnac           | Jarnac Obs.         | —         | MPC                           |
| 238569           | 2004 XL80  | 10 dez 2004 | Socorro          | LINEAR              | —         | MPC                           |
| 238570           | 2004 XP86  | 13 dez 2004 | Kitt Peak        | Spacewatch          | —         | MPC                           |
| 238571           | 2004 XE87  | 9 dez 2004  | Catalina         | CSS                 | —         | MPC                           |
| 238572           | 2004 XO89  | 11 dez 2004 | Socorro          | LINEAR              | —         | MPC                           |
| 238573           | 2004 XL98  | 11 dez 2004 | Kitt Peak        | Spacewatch          | —         | MPC                           |
| 238574           | 2004 XK111 | 14 dez 2004 | Kitt Peak        | Spacewatch          | —         | MPC                           |
| 238575           | 2004 XR121 | 15 dez 2004 | Kitt Peak        | Spacewatch          | —         | MPC                           |
| 238576           | 2004 XZ123 | 10 dez 2004 | Socorro          | LINEAR              | —         | MPC                           |
| 238577           | 2004 XM124 | 10 dez 2004 | Socorro          | LINEAR              | Flora     | MPC                           |
| 238578           | 2004 XJ126 | 12 dez 2004 | Kitt Peak        | Spacewatch          | —         | MPC                           |
| 238579           | 2004 XP146 | 14 dez 2004 | Catalina         | CSS                 | —         | MPC                           |
| 238580           | 2004 XC162 | 15 dez 2004 | Catalina         | CSS                 | —         | MPC                           |
| 238581           | 2004 XP163 | 15 dez 2004 | Kitt Peak        | Spacewatch          | —         | MPC                           |
| 238582           | 2004 XV164 | 1 dez 2004  | Socorro          | LINEAR              | —         | MPC                           |
| 238583           | 2004 XF171 | 9 dez 2004  | Catalina         | CSS                 | —         | MPC                           |
| 238584           | 2004 XR181 | 15 dez 2004 | Socorro          | LINEAR              | —         | MPC                           |
| 238585           | 2004 XQ191 | 11 dez 2004 | Catalina         | CSS                 | —         | MPC                           |
| 238586           | 2004 YK2   | 16 dez 2004 | Socorro          | LINEAR              | —         | MPC                           |
| 238587           | 2004 YX3   | 16 dez 2004 | Kitt Peak        | Spacewatch          | —         | MPC                           |
| 238588           | 2004 YE4   | 16 dez 2004 | Kitt Peak        | Spacewatch          | —         | MPC                           |
| 238589           | 2004 YL5   | 20 dez 2004 | Needville        | D. Wells            | Phocaea   | MPC                           |
| 238590           | 2004 YC20  | 18 dez 2004 | Mount Lemmon     | Mount Lemmon Survey | —         | MPC                           |
| 238591           | 2004 YS21  | 18 dez 2004 | Mount Lemmon     | Mount Lemmon Survey | —         | MPC                           |
| 238592           | 2004 YQ25  | 18 dez 2004 | Socorro          | LINEAR              | —         | MPC                           |
| 238593 Paysdegex | 2005 AS    | 4 jan 2005  | Vicques          | M. Ory              | —         | MPC                           |
| 238594           | 2005 AB4   | 6 jan 2005  | Catalina         | CSS                 | —         | MPC                           |
| 238595           | 2005 AW5   | 6 jan 2005  | Catalina         | CSS                 | —         | MPC                           |
| 238596           | 2005 AJ13  | 6 jan 2005  | Socorro          | LINEAR              | —         | MPC                           |
| 238597           | 2005 AO20  | 6 jan 2005  | Socorro          | LINEAR              | —         | MPC                           |
| 238598           | 2005 AE23  | 7 jan 2005  | Socorro          | LINEAR              | —         | MPC                           |
| 238599           | 2005 AT23  | 7 jan 2005  | Kitt Peak        | Spacewatch          | —         | MPC                           |
| 238600           | 2005 AZ42  | 15 jan 2005 | Socorro          | LINEAR              | —         | MPC                           |

## 238601–238700
| Designação | Designação | Descoberta  | Descoberta    | Descobridor(es)     | Categoria | Mais informações / Referência |
| Permanente | Provisória | Data        | Local         | Descobridor(es)     | Categoria | Mais informações / Referência |
| ---------- | ---------- | ----------- | ------------- | ------------------- | --------- | ----------------------------- |
| 238601     | 2005 AC45  | 15 jan 2005 | Kitt Peak     | Spacewatch          | —         | MPC                           |
| 238602     | 2005 AN46  | 11 jan 2005 | Socorro       | LINEAR              | —         | MPC                           |
| 238603     | 2005 AS48  | 13 jan 2005 | Kitt Peak     | Spacewatch          | —         | MPC                           |
| 238604     | 2005 AP53  | 13 jan 2005 | Socorro       | LINEAR              | —         | MPC                           |
| 238605     | 2005 AF55  | 15 jan 2005 | Socorro       | LINEAR              | —         | MPC                           |
| 238606     | 2005 AR67  | 13 jan 2005 | Catalina      | CSS                 | —         | MPC                           |
| 238607     | 2005 AF75  | 15 jan 2005 | Kitt Peak     | Spacewatch          | —         | MPC                           |
| 238608     | 2005 AW80  | 15 jan 2005 | Kitt Peak     | Spacewatch          | —         | MPC                           |
| 238609     | 2005 AB81  | 15 jan 2005 | Kitt Peak     | Spacewatch          | —         | MPC                           |
| 238610     | 2005 BM    | 16 jan 2005 | Desert Eagle  | W. K. Y. Yeung      | —         | MPC                           |
| 238611     | 2005 BM2   | 16 jan 2005 | Socorro       | LINEAR              | —         | MPC                           |
| 238612     | 2005 BG9   | 16 jan 2005 | Socorro       | LINEAR              | —         | MPC                           |
| 238613     | 2005 BC10  | 16 jan 2005 | Socorro       | LINEAR              | —         | MPC                           |
| 238614     | 2005 BY10  | 16 jan 2005 | Kitt Peak     | Spacewatch          | —         | MPC                           |
| 238615     | 2005 BP16  | 16 jan 2005 | Socorro       | LINEAR              | —         | MPC                           |
| 238616     | 2005 BT21  | 16 jan 2005 | Kitt Peak     | Spacewatch          | —         | MPC                           |
| 238617     | 2005 BL22  | 16 jan 2005 | Kitt Peak     | Spacewatch          | —         | MPC                           |
| 238618     | 2005 BX23  | 17 jan 2005 | Kitt Peak     | Spacewatch          | —         | MPC                           |
| 238619     | 2005 BG24  | 17 jan 2005 | Catalina      | CSS                 | —         | MPC                           |
| 238620     | 2005 BK25  | 18 jan 2005 | Catalina      | CSS                 | Eos       | MPC                           |
| 238621     | 2005 BE39  | 16 jan 2005 | Mauna Kea     | C. Veillet          | —         | MPC                           |
| 238622     | 2005 CT11  | 1 fev 2005  | Catalina      | CSS                 | —         | MPC                           |
| 238623     | 2005 CL12  | 1 fev 2005  | Piszkéstető   | Piszkéstető Stn.    | —         | MPC                           |
| 238624     | 2005 CV13  | 2 fev 2005  | Palomar       | NEAT                | —         | MPC                           |
| 238625     | 2005 CB14  | 2 fev 2005  | Kitt Peak     | Spacewatch          | —         | MPC                           |
| 238626     | 2005 CC21  | 2 fev 2005  | Catalina      | CSS                 | —         | MPC                           |
| 238627     | 2005 CL21  | 2 fev 2005  | Catalina      | CSS                 | —         | MPC                           |
| 238628     | 2005 CG22  | 3 fev 2005  | Socorro       | LINEAR              | —         | MPC                           |
| 238629     | 2005 CA24  | 2 fev 2005  | Palomar       | NEAT                | —         | MPC                           |
| 238630     | 2005 CK25  | 4 fev 2005  | Altschwendt   | Altschwendt Obs.    | —         | MPC                           |
| 238631     | 2005 CJ27  | 2 fev 2005  | Socorro       | LINEAR              | —         | MPC                           |
| 238632     | 2005 CD32  | 1 fev 2005  | Kitt Peak     | Spacewatch          | —         | MPC                           |
| 238633     | 2005 CB36  | 3 fev 2005  | Socorro       | LINEAR              | —         | MPC                           |
| 238634     | 2005 CD48  | 2 fev 2005  | Kitt Peak     | Spacewatch          | —         | MPC                           |
| 238635     | 2005 CT53  | 4 fev 2005  | Kitt Peak     | Spacewatch          | —         | MPC                           |
| 238636     | 2005 CF55  | 4 fev 2005  | Mount Lemmon  | Mount Lemmon Survey | —         | MPC                           |
| 238637     | 2005 CR65  | 9 fev 2005  | Kitt Peak     | Spacewatch          | —         | MPC                           |
| 238638     | 2005 CB76  | 2 fev 2005  | Kitt Peak     | Spacewatch          | Themis    | MPC                           |
| 238639     | 2005 EK6   | 1 mar 2005  | Kitt Peak     | Spacewatch          | —         | MPC                           |
| 238640     | 2005 EM6   | 1 mar 2005  | Kitt Peak     | Spacewatch          | —         | MPC                           |
| 238641     | 2005 EF11  | 2 mar 2005  | Catalina      | CSS                 | —         | MPC                           |
| 238642     | 2005 EL12  | 2 mar 2005  | Catalina      | CSS                 | —         | MPC                           |
| 238643     | 2005 EX17  | 3 mar 2005  | Kitt Peak     | Spacewatch          | —         | MPC                           |
| 238644     | 2005 EY19  | 3 mar 2005  | Catalina      | CSS                 | —         | MPC                           |
| 238645     | 2005 EL25  | 3 mar 2005  | Catalina      | CSS                 | —         | MPC                           |
| 238646     | 2005 EU25  | 3 mar 2005  | Catalina      | CSS                 | —         | MPC                           |
| 238647     | 2005 EK37  | 4 mar 2005  | Mount Lemmon  | Mount Lemmon Survey | —         | MPC                           |
| 238648     | 2005 EZ40  | 1 mar 2005  | Catalina      | CSS                 | —         | MPC                           |
| 238649     | 2005 ET42  | 3 mar 2005  | Kitt Peak     | Spacewatch          | —         | MPC                           |
| 238650     | 2005 EV44  | 3 mar 2005  | Kitt Peak     | Spacewatch          | —         | MPC                           |
| 238651     | 2005 EC45  | 3 mar 2005  | Catalina      | CSS                 | —         | MPC                           |
| 238652     | 2005 EE58  | 4 mar 2005  | Mount Lemmon  | Mount Lemmon Survey | —         | MPC                           |
| 238653     | 2005 EX77  | 3 mar 2005  | Catalina      | CSS                 | —         | MPC                           |
| 238654     | 2005 EY85  | 4 mar 2005  | Socorro       | LINEAR              | —         | MPC                           |
| 238655     | 2005 EV97  | 3 mar 2005  | Catalina      | CSS                 | —         | MPC                           |
| 238656     | 2005 EU102 | 4 mar 2005  | Kitt Peak     | Spacewatch          | —         | MPC                           |
| 238657     | 2005 EV103 | 4 mar 2005  | Kitt Peak     | Spacewatch          | —         | MPC                           |
| 238658     | 2005 EP109 | 4 mar 2005  | Mount Lemmon  | Mount Lemmon Survey | —         | MPC                           |
| 238659     | 2005 EG114 | 4 mar 2005  | Mount Lemmon  | Mount Lemmon Survey | —         | MPC                           |
| 238660     | 2005 ER116 | 4 mar 2005  | Mount Lemmon  | Mount Lemmon Survey | Ursula    | MPC                           |
| 238661     | 2005 EW121 | 8 mar 2005  | Socorro       | LINEAR              | Eos       | MPC                           |
| 238662     | 2005 EN128 | 9 mar 2005  | Kitt Peak     | Spacewatch          | —         | MPC                           |
| 238663     | 2005 ES138 | 9 mar 2005  | Socorro       | LINEAR              | —         | MPC                           |
| 238664     | 2005 EL143 | 10 mar 2005 | Mount Lemmon  | Mount Lemmon Survey | —         | MPC                           |
| 238665     | 2005 EJ144 | 10 mar 2005 | Mount Lemmon  | Mount Lemmon Survey | —         | MPC                           |
| 238666     | 2005 ED148 | 10 mar 2005 | Kitt Peak     | Spacewatch          | —         | MPC                           |
| 238667     | 2005 EE158 | 9 mar 2005  | Mount Lemmon  | Mount Lemmon Survey | —         | MPC                           |
| 238668     | 2005 ED160 | 9 mar 2005  | Mount Lemmon  | Mount Lemmon Survey | —         | MPC                           |
| 238669     | 2005 EQ163 | 10 mar 2005 | Mount Lemmon  | Mount Lemmon Survey | Themis    | MPC                           |
| 238670     | 2005 EQ171 | 7 mar 2005  | Socorro       | LINEAR              | Eos       | MPC                           |
| 238671     | 2005 EM179 | 9 mar 2005  | Kitt Peak     | Spacewatch          | —         | MPC                           |
| 238672     | 2005 EK182 | 9 mar 2005  | Anderson Mesa | LONEOS              | —         | MPC                           |
| 238673     | 2005 EN185 | 10 mar 2005 | Mount Lemmon  | Mount Lemmon Survey | —         | MPC                           |
| 238674     | 2005 EX187 | 10 mar 2005 | Mount Lemmon  | Mount Lemmon Survey | Ursula    | MPC                           |
| 238675     | 2005 EN192 | 11 mar 2005 | Mount Lemmon  | Mount Lemmon Survey | —         | MPC                           |
| 238676     | 2005 EC193 | 11 mar 2005 | Mount Lemmon  | Mount Lemmon Survey | —         | MPC                           |
| 238677     | 2005 EN201 | 8 mar 2005  | Catalina      | CSS                 | Phocaea   | MPC                           |
| 238678     | 2005 EP205 | 13 mar 2005 | Kitt Peak     | Spacewatch          | Eos       | MPC                           |
| 238679     | 2005 EL207 | 8 mar 2005  | Anderson Mesa | LONEOS              | —         | MPC                           |
| 238680     | 2005 EA209 | 4 mar 2005  | Kitt Peak     | Spacewatch          | —         | MPC                           |
| 238681     | 2005 EM212 | 4 mar 2005  | Catalina      | CSS                 | —         | MPC                           |
| 238682     | 2005 ES219 | 10 mar 2005 | Mount Lemmon  | Mount Lemmon Survey | Ursula    | MPC                           |
| 238683     | 2005 EX226 | 9 mar 2005  | Mount Lemmon  | Mount Lemmon Survey | —         | MPC                           |
| 238684     | 2005 EF235 | 10 mar 2005 | Mount Lemmon  | Mount Lemmon Survey | —         | MPC                           |
| 238685     | 2005 EH237 | 11 mar 2005 | Kitt Peak     | Spacewatch          | —         | MPC                           |
| 238686     | 2005 ES243 | 11 mar 2005 | Kitt Peak     | Spacewatch          | —         | MPC                           |
| 238687     | 2005 EK246 | 12 mar 2005 | Kitt Peak     | Spacewatch          | —         | MPC                           |
| 238688     | 2005 EO248 | 12 mar 2005 | Kitt Peak     | Spacewatch          | —         | MPC                           |
| 238689     | 2005 EL253 | 11 mar 2005 | Kitt Peak     | Spacewatch          | —         | MPC                           |
| 238690     | 2005 EK255 | 11 mar 2005 | Mount Lemmon  | Mount Lemmon Survey | —         | MPC                           |
| 238691     | 2005 EK263 | 13 mar 2005 | Kitt Peak     | Spacewatch          | —         | MPC                           |
| 238692     | 2005 EA269 | 14 mar 2005 | Mount Lemmon  | Mount Lemmon Survey | —         | MPC                           |
| 238693     | 2005 EG269 | 15 mar 2005 | Catalina      | CSS                 | —         | MPC                           |
| 238694     | 2005 EO270 | 15 mar 2005 | Kitt Peak     | Spacewatch          | —         | MPC                           |
| 238695     | 2005 EX283 | 11 mar 2005 | Kitt Peak     | Spacewatch          | —         | MPC                           |
| 238696     | 2005 EE287 | 3 mar 2005  | Catalina      | CSS                 | —         | MPC                           |
| 238697     | 2005 ES287 | 8 mar 2005  | Anderson Mesa | LONEOS              | —         | MPC                           |
| 238698     | 2005 EM288 | 8 mar 2005  | Socorro       | LINEAR              | —         | MPC                           |
| 238699     | 2005 EP323 | 10 mar 2005 | Mount Lemmon  | Mount Lemmon Survey | —         | MPC                           |
| 238700     | 2005 EC327 | 10 mar 2005 | Mount Lemmon  | Mount Lemmon Survey | —         | MPC                           |

## 238701–238800
| Designação          | Designação | Descoberta  | Descoberta       | Descobridor(es)        | Categoria | Mais informações / Referência |
| Permanente          | Provisória | Data        | Local            | Descobridor(es)        | Categoria | Mais informações / Referência |
| ------------------- | ---------- | ----------- | ---------------- | ---------------------- | --------- | ----------------------------- |
| 238701              | 2005 EE327 | 11 mar 2005 | Mount Lemmon     | Mount Lemmon Survey    | —         | MPC                           |
| 238702              | 2005 ED328 | 13 mar 2005 | Catalina         | CSS                    | —         | MPC                           |
| 238703              | 2005 FR4   | 31 mar 2005 | Vail-Jarnac      | Jarnac Obs.            | —         | MPC                           |
| 238704              | 2005 FO5   | 31 mar 2005 | Bergisch Gladbac | Bergisch Gladbach Obs. | —         | MPC                           |
| 238705              | 2005 GY9   | 2 abr 2005  | Kitt Peak        | Spacewatch             | —         | MPC                           |
| 238706              | 2005 GF10  | 4 abr 2005  | Catalina         | CSS                    | —         | MPC                           |
| 238707              | 2005 GZ10  | 1 abr 2005  | Anderson Mesa    | LONEOS                 | Brangane  | MPC                           |
| 238708              | 2005 GD15  | 2 abr 2005  | Mount Lemmon     | Mount Lemmon Survey    | —         | MPC                           |
| 238709              | 2005 GT21  | 4 abr 2005  | Kitt Peak        | Spacewatch             | —         | MPC                           |
| 238710 Halassy      | 2005 GW21  | 4 abr 2005  | Piszkéstető      | K. Sárneczky           | —         | MPC                           |
| 238711              | 2005 GD35  | 2 abr 2005  | Needville        | Needville Obs.         | Maria     | MPC                           |
| 238712              | 2005 GH36  | 2 abr 2005  | Catalina         | CSS                    | —         | MPC                           |
| 238713              | 2005 GQ37  | 2 abr 2005  | Siding Spring    | SSS                    | —         | MPC                           |
| 238714              | 2005 GP40  | 4 abr 2005  | Mount Lemmon     | Mount Lemmon Survey    | —         | MPC                           |
| 238715              | 2005 GQ44  | 5 abr 2005  | Mount Lemmon     | Mount Lemmon Survey    | Maria     | MPC                           |
| 238716              | 2005 GM45  | 5 abr 2005  | Palomar          | NEAT                   | —         | MPC                           |
| 238717              | 2005 GO47  | 5 abr 2005  | Mount Lemmon     | Mount Lemmon Survey    | —         | MPC                           |
| 238718              | 2005 GB55  | 5 abr 2005  | Mount Lemmon     | Mount Lemmon Survey    | —         | MPC                           |
| 238719              | 2005 GO62  | 2 abr 2005  | Mount Lemmon     | Mount Lemmon Survey    | —         | MPC                           |
| 238720              | 2005 GB64  | 2 abr 2005  | Catalina         | CSS                    | —         | MPC                           |
| 238721              | 2005 GC67  | 2 abr 2005  | Mount Lemmon     | Mount Lemmon Survey    | —         | MPC                           |
| 238722              | 2005 GK76  | 5 abr 2005  | Palomar          | NEAT                   | —         | MPC                           |
| 238723              | 2005 GD79  | 6 abr 2005  | Catalina         | CSS                    | —         | MPC                           |
| 238724              | 2005 GT79  | 6 abr 2005  | Mount Lemmon     | Mount Lemmon Survey    | —         | MPC                           |
| 238725              | 2005 GE82  | 4 abr 2005  | Mount Lemmon     | Mount Lemmon Survey    | —         | MPC                           |
| 238726              | 2005 GK82  | 4 abr 2005  | Catalina         | CSS                    | —         | MPC                           |
| 238727              | 2005 GK86  | 4 abr 2005  | Catalina         | CSS                    | Themis    | MPC                           |
| 238728              | 2005 GU86  | 4 abr 2005  | Mount Lemmon     | Mount Lemmon Survey    | Brangane  | MPC                           |
| 238729              | 2005 GZ87  | 5 abr 2005  | Anderson Mesa    | LONEOS                 | —         | MPC                           |
| 238730              | 2005 GT101 | 9 abr 2005  | Kitt Peak        | Spacewatch             | —         | MPC                           |
| 238731              | 2005 GD105 | 10 abr 2005 | Kitt Peak        | Spacewatch             | Eos       | MPC                           |
| 238732              | 2005 GO108 | 10 abr 2005 | Mount Lemmon     | Mount Lemmon Survey    | —         | MPC                           |
| 238733              | 2005 GS110 | 10 abr 2005 | Mount Lemmon     | Mount Lemmon Survey    | —         | MPC                           |
| 238734              | 2005 GN116 | 11 abr 2005 | Kitt Peak        | Spacewatch             | —         | MPC                           |
| 238735              | 2005 GC118 | 11 abr 2005 | Mount Lemmon     | Mount Lemmon Survey    | —         | MPC                           |
| 238736              | 2005 GT120 | 5 abr 2005  | Mount Lemmon     | Mount Lemmon Survey    | —         | MPC                           |
| 238737              | 2005 GM121 | 5 abr 2005  | Kitt Peak        | Spacewatch             | —         | MPC                           |
| 238738              | 2005 GY125 | 11 abr 2005 | Mount Lemmon     | Mount Lemmon Survey    | —         | MPC                           |
| 238739              | 2005 GJ128 | 12 abr 2005 | Socorro          | LINEAR                 | Ursula    | MPC                           |
| 238740              | 2005 GS130 | 8 abr 2005  | Socorro          | LINEAR                 | —         | MPC                           |
| 238741              | 2005 GX131 | 10 abr 2005 | Kitt Peak        | Spacewatch             | —         | MPC                           |
| 238742              | 2005 GQ134 | 10 abr 2005 | Mount Lemmon     | Mount Lemmon Survey    | —         | MPC                           |
| 238743              | 2005 GV134 | 10 abr 2005 | Mount Lemmon     | Mount Lemmon Survey    | Brangane  | MPC                           |
| 238744              | 2005 GB141 | 14 abr 2005 | Kitt Peak        | Spacewatch             | —         | MPC                           |
| 238745              | 2005 GA144 | 10 abr 2005 | Kitt Peak        | Spacewatch             | Maria     | MPC                           |
| 238746              | 2005 GG150 | 11 abr 2005 | Kitt Peak        | Spacewatch             | —         | MPC                           |
| 238747              | 2005 GJ160 | 12 abr 2005 | Kitt Peak        | Spacewatch             | Maria     | MPC                           |
| 238748              | 2005 GD164 | 10 abr 2005 | Mount Lemmon     | Mount Lemmon Survey    | Brangane  | MPC                           |
| 238749              | 2005 GZ171 | 13 abr 2005 | Kitt Peak        | Spacewatch             | —         | MPC                           |
| 238750              | 2005 GL174 | 14 abr 2005 | Kitt Peak        | Spacewatch             | Brangane  | MPC                           |
| 238751              | 2005 GG225 | 2 abr 2005  | Mount Lemmon     | Mount Lemmon Survey    | Ursula    | MPC                           |
| 238752              | 2005 HF4   | 30 abr 2005 | Mayhill          | A. Lowe                | —         | MPC                           |
| 238753              | 2005 HY7   | 30 abr 2005 | Palomar          | NEAT                   | —         | MPC                           |
| 238754              | 2005 HN10  | 16 abr 2005 | Kitt Peak        | Spacewatch             | —         | MPC                           |
| 238755              | 2005 JA1   | 3 mai 2005  | Socorro          | LINEAR                 | Brangane  | MPC                           |
| 238756              | 2005 JY3   | 2 mai 2005  | Kitt Peak        | Spacewatch             | —         | MPC                           |
| 238757              | 2005 JB15  | 2 mai 2005  | Kitt Peak        | Spacewatch             | —         | MPC                           |
| 238758              | 2005 JK16  | 4 mai 2005  | Kitt Peak        | Spacewatch             | —         | MPC                           |
| 238759              | 2005 JY20  | 4 mai 2005  | Palomar          | NEAT                   | Brangane  | MPC                           |
| 238760              | 2005 JP28  | 3 mai 2005  | Kitt Peak        | Spacewatch             | —         | MPC                           |
| 238761              | 2005 JW54  | 4 mai 2005  | Mount Lemmon     | Mount Lemmon Survey    | —         | MPC                           |
| 238762              | 2005 JK61  | 8 mai 2005  | Kitt Peak        | Spacewatch             | —         | MPC                           |
| 238763              | 2005 JT68  | 6 mai 2005  | Socorro          | LINEAR                 | —         | MPC                           |
| 238764              | 2005 JV81  | 3 mai 2005  | Kitt Peak        | Spacewatch             | —         | MPC                           |
| 238765              | 2005 JJ82  | 6 mai 2005  | Mount Lemmon     | Mount Lemmon Survey    | —         | MPC                           |
| 238766              | 2005 JF85  | 8 mai 2005  | Socorro          | LINEAR                 | —         | MPC                           |
| 238767              | 2005 JV85  | 8 mai 2005  | Mount Lemmon     | Mount Lemmon Survey    | Brangane  | MPC                           |
| 238768              | 2005 JD87  | 9 mai 2005  | Mount Lemmon     | Mount Lemmon Survey    | —         | MPC                           |
| 238769              | 2005 JL93  | 11 mai 2005 | Palomar          | NEAT                   | —         | MPC                           |
| 238770              | 2005 JN93  | 11 mai 2005 | Palomar          | NEAT                   | Brangane  | MPC                           |
| 238771 Juhászbalázs | 2005 JB94  | 12 mai 2005 | Piszkéstető      | K. Sárneczky           | —         | MPC                           |
| 238772              | 2005 JZ94  | 7 mai 2005  | Mount Lemmon     | Mount Lemmon Survey    | Brangane  | MPC                           |
| 238773              | 2005 JO97  | 8 mai 2005  | Kitt Peak        | Spacewatch             | —         | MPC                           |
| 238774              | 2005 JM106 | 11 mai 2005 | Palomar          | NEAT                   | —         | MPC                           |
| 238775              | 2005 JV127 | 12 mai 2005 | Socorro          | LINEAR                 | —         | MPC                           |
| 238776              | 2005 JR136 | 12 mai 2005 | Kitt Peak        | Spacewatch             | —         | MPC                           |
| 238777              | 2005 JO138 | 13 mai 2005 | Kitt Peak        | Spacewatch             | —         | MPC                           |
| 238778              | 2005 JB139 | 13 mai 2005 | Mount Lemmon     | Mount Lemmon Survey    | —         | MPC                           |
| 238779              | 2005 JF139 | 13 mai 2005 | Catalina         | CSS                    | —         | MPC                           |
| 238780              | 2005 JD145 | 15 mai 2005 | Mount Lemmon     | Mount Lemmon Survey    | Brangane  | MPC                           |
| 238781              | 2005 JD147 | 15 mai 2005 | Palomar          | NEAT                   | —         | MPC                           |
| 238782              | 2005 JK147 | 15 mai 2005 | Palomar          | NEAT                   | —         | MPC                           |
| 238783              | 2005 JA150 | 3 mai 2005  | Kitt Peak        | Spacewatch             | —         | MPC                           |
| 238784              | 2005 JK151 | 3 mai 2005  | Catalina         | CSS                    | —         | MPC                           |
| 238785              | 2005 JE162 | 8 mai 2005  | Kitt Peak        | Spacewatch             | —         | MPC                           |
| 238786              | 2005 JK162 | 8 mai 2005  | Kitt Peak        | Spacewatch             | —         | MPC                           |
| 238787              | 2005 JX180 | 4 mai 2005  | Anderson Mesa    | LONEOS                 | —         | MPC                           |
| 238788              | 2005 KX3   | 17 mai 2005 | Mount Lemmon     | Mount Lemmon Survey    | —         | MPC                           |
| 238789              | 2005 KA9   | 19 mai 2005 | Mount Lemmon     | Mount Lemmon Survey    | —         | MPC                           |
| 238790              | 2005 KY9   | 30 mai 2005 | Reedy Creek      | J. Broughton           | —         | MPC                           |
| 238791              | 2005 KZ11  | 30 mai 2005 | Siding Spring    | SSS                    | —         | MPC                           |
| 238792              | 2005 KU13  | 16 mai 2005 | Mount Lemmon     | Mount Lemmon Survey    | —         | MPC                           |
| 238793              | 2005 KE14  | 20 mai 2005 | Mount Lemmon     | Mount Lemmon Survey    | —         | MPC                           |
| 238794              | 2005 LO1   | 1 jun 2005  | Mount Lemmon     | Mount Lemmon Survey    | —         | MPC                           |
| 238795              | 2005 LK4   | 1 jun 2005  | Kitt Peak        | Spacewatch             | Brangane  | MPC                           |
| 238796              | 2005 LF10  | 3 jun 2005  | Kitt Peak        | Spacewatch             | —         | MPC                           |
| 238797              | 2005 LM21  | 6 jun 2005  | Kitt Peak        | Spacewatch             | —         | MPC                           |
| 238798              | 2005 LZ21  | 9 jun 2005  | Catalina         | CSS                    | —         | MPC                           |
| 238799              | 2005 LU22  | 8 jun 2005  | Kitt Peak        | Spacewatch             | —         | MPC                           |
| 238800              | 2005 LL27  | 9 jun 2005  | Kitt Peak        | Spacewatch             | —         | MPC                           |

## 238801–238900
| Designação    | Designação | Descoberta  | Descoberta       | Descobridor(es)     | Categoria | Mais informações / Referência |
| Permanente    | Provisória | Data        | Local            | Descobridor(es)     | Categoria | Mais informações / Referência |
| ------------- | ---------- | ----------- | ---------------- | ------------------- | --------- | ----------------------------- |
| 238801        | 2005 LF36  | 13 jun 2005 | Mount Lemmon     | Mount Lemmon Survey | —         | MPC                           |
| 238802        | 2005 LB38  | 11 jun 2005 | Kitt Peak        | Spacewatch          | —         | MPC                           |
| 238803        | 2005 LB53  | 1 jun 2005  | Mount Lemmon     | Mount Lemmon Survey | —         | MPC                           |
| 238804        | 2005 LH53  | 13 jun 2005 | Mount Lemmon     | Mount Lemmon Survey | Pallas    | MPC                           |
| 238805        | 2005 LZ53  | 8 jun 2005  | Kitt Peak        | Spacewatch          | —         | MPC                           |
| 238806        | 2005 MQ1   | 16 jun 2005 | Reedy Creek      | J. Broughton        | —         | MPC                           |
| 238807        | 2005 MQ7   | 27 jun 2005 | Mount Lemmon     | Mount Lemmon Survey | —         | MPC                           |
| 238808        | 2005 MS10  | 27 jun 2005 | Kitt Peak        | Spacewatch          | —         | MPC                           |
| 238809        | 2005 MT13  | 28 jun 2005 | Kitt Peak        | Spacewatch          | —         | MPC                           |
| 238810        | 2005 MY29  | 29 jun 2005 | Kitt Peak        | Spacewatch          | —         | MPC                           |
| 238811        | 2005 NO20  | 6 jul 2005  | Siding Spring    | SSS                 | Juno      | MPC                           |
| 238812        | 2005 ND23  | 4 jul 2005  | Socorro          | LINEAR              | —         | MPC                           |
| 238813        | 2005 NT70  | 4 jul 2005  | Palomar          | NEAT                | —         | MPC                           |
| 238814        | 2005 NU123 | 15 jul 2005 | Kitt Peak        | Spacewatch          | —         | MPC                           |
| 238815        | 2005 OQ16  | 30 jul 2005 | Palomar          | NEAT                | Juno      | MPC                           |
| 238816        | 2005 PU9   | 4 ago 2005  | Palomar          | NEAT                | —         | MPC                           |
| 238817 Titeuf | 2005 PQ16  | 10 ago 2005 | Vicques          | M. Ory              | —         | MPC                           |
| 238818        | 2005 PO23  | 6 ago 2005  | Siding Spring    | SSS                 | —         | MPC                           |
| 238819        | 2005 QL1   | 22 ago 2005 | Palomar          | NEAT                | Juno      | MPC                           |
| 238820        | 2005 QX4   | 24 ago 2005 | Siding Spring    | SSS                 | Juno      | MPC                           |
| 238821        | 2005 QJ9   | 25 ago 2005 | Palomar          | NEAT                | —         | MPC                           |
| 238822        | 2005 QQ60  | 26 ago 2005 | Anderson Mesa    | LONEOS              | —         | MPC                           |
| 238823        | 2005 QK73  | 29 ago 2005 | Anderson Mesa    | LONEOS              | —         | MPC                           |
| 238824        | 2005 QK90  | 25 ago 2005 | Palomar          | NEAT                | —         | MPC                           |
| 238825        | 2005 SH10  | 26 set 2005 | Socorro          | LINEAR              | —         | MPC                           |
| 238826        | 2005 SJ62  | 26 set 2005 | Kitt Peak        | Spacewatch          | —         | MPC                           |
| 238827        | 2005 SE85  | 24 set 2005 | Kitt Peak        | Spacewatch          | Juno      | MPC                           |
| 238828        | 2005 SU100 | 25 set 2005 | Kitt Peak        | Spacewatch          | —         | MPC                           |
| 238829        | 2005 SZ185 | 29 set 2005 | Palomar          | NEAT                | —         | MPC                           |
| 238830        | 2005 TM13  | 3 out 2005  | Socorro          | LINEAR              | —         | MPC                           |
| 238831        | 2005 TZ61  | 4 out 2005  | Mount Lemmon     | Mount Lemmon Survey | —         | MPC                           |
| 238832        | 2005 TG65  | 1 out 2005  | Kitt Peak        | Spacewatch          | —         | MPC                           |
| 238833        | 2005 TZ82  | 3 out 2005  | Socorro          | LINEAR              | —         | MPC                           |
| 238834        | 2005 TN134 | 10 out 2005 | Kitt Peak        | Spacewatch          | Pallas    | MPC                           |
| 238835        | 2005 TX179 | 6 out 2005  | Catalina         | CSS                 | —         | MPC                           |
| 238836        | 2005 TX190 | 13 out 2005 | Kitt Peak        | Spacewatch          | —         | MPC                           |
| 238837        | 2005 UH2   | 23 out 2005 | Goodricke-Pigott | R. A. Tucker        | —         | MPC                           |
| 238838        | 2005 UH9   | 21 out 2005 | Palomar          | NEAT                | —         | MPC                           |
| 238839        | 2005 UE13  | 22 out 2005 | Kitt Peak        | Spacewatch          | —         | MPC                           |
| 238840        | 2005 UX29  | 23 out 2005 | Catalina         | CSS                 | —         | MPC                           |
| 238841        | 2005 UY124 | 24 out 2005 | Kitt Peak        | Spacewatch          | Mitidika  | MPC                           |
| 238842        | 2005 UX147 | 26 out 2005 | Kitt Peak        | Spacewatch          | —         | MPC                           |
| 238843        | 2005 UM172 | 24 out 2005 | Kitt Peak        | Spacewatch          | —         | MPC                           |
| 238844        | 2005 US185 | 25 out 2005 | Mount Lemmon     | Mount Lemmon Survey | —         | MPC                           |
| 238845        | 2005 UX196 | 24 out 2005 | Kitt Peak        | Spacewatch          | —         | MPC                           |
| 238846        | 2005 US220 | 25 out 2005 | Kitt Peak        | Spacewatch          | —         | MPC                           |
| 238847        | 2005 UR279 | 24 out 2005 | Kitt Peak        | Spacewatch          | Pallas    | MPC                           |
| 238848        | 2005 UO456 | 30 out 2005 | Catalina         | CSS                 | —         | MPC                           |
| 238849        | 2005 UH491 | 24 out 2005 | Palomar          | NEAT                | —         | MPC                           |
| 238850        | 2005 UL530 | 24 out 2005 | Mauna Kea        | D. J. Tholen        | —         | MPC                           |
| 238851        | 2005 VS3   | 1 nov 2005  | Socorro          | LINEAR              | —         | MPC                           |
| 238852        | 2005 VZ6   | 12 nov 2005 | Socorro          | LINEAR              | —         | MPC                           |
| 238853        | 2005 VZ30  | 4 nov 2005  | Kitt Peak        | Spacewatch          | —         | MPC                           |
| 238854        | 2005 VL86  | 4 nov 2005  | Mount Lemmon     | Mount Lemmon Survey | —         | MPC                           |
| 238855        | 2005 WN6   | 21 nov 2005 | Catalina         | CSS                 | —         | MPC                           |
| 238856        | 2005 WQ77  | 25 nov 2005 | Kitt Peak        | Spacewatch          | —         | MPC                           |
| 238857        | 2005 WN87  | 28 nov 2005 | Mount Lemmon     | Mount Lemmon Survey | —         | MPC                           |
| 238858        | 2005 WV113 | 28 nov 2005 | Kitt Peak        | Spacewatch          | —         | MPC                           |
| 238859        | 2005 WB116 | 30 nov 2005 | Socorro          | LINEAR              | —         | MPC                           |
| 238860        | 2005 WJ125 | 25 nov 2005 | Mount Lemmon     | Mount Lemmon Survey | —         | MPC                           |
| 238861        | 2005 WL140 | 26 nov 2005 | Mount Lemmon     | Mount Lemmon Survey | —         | MPC                           |
| 238862        | 2005 WV150 | 28 nov 2005 | Socorro          | LINEAR              | —         | MPC                           |
| 238863        | 2005 WK158 | 26 nov 2005 | Mount Lemmon     | Mount Lemmon Survey | —         | MPC                           |
| 238864        | 2005 WJ180 | 21 nov 2005 | Catalina         | CSS                 | —         | MPC                           |
| 238865        | 2005 XA6   | 1 dez 2005  | Mount Lemmon     | Mount Lemmon Survey | —         | MPC                           |
| 238866        | 2005 XP18  | 1 dez 2005  | Kitt Peak        | Spacewatch          | —         | MPC                           |
| 238867        | 2005 XP20  | 2 dez 2005  | Kitt Peak        | Spacewatch          | —         | MPC                           |
| 238868        | 2005 XQ26  | 4 dez 2005  | Kitt Peak        | Spacewatch          | —         | MPC                           |
| 238869        | 2005 XB35  | 4 dez 2005  | Kitt Peak        | Spacewatch          | —         | MPC                           |
| 238870        | 2005 XA37  | 4 dez 2005  | Kitt Peak        | Spacewatch          | —         | MPC                           |
| 238871        | 2005 XS49  | 2 dez 2005  | Kitt Peak        | Spacewatch          | —         | MPC                           |
| 238872        | 2005 XN56  | 5 dez 2005  | Socorro          | LINEAR              | —         | MPC                           |
| 238873        | 2005 XN91  | 10 dez 2005 | Kitt Peak        | Spacewatch          | —         | MPC                           |
| 238874        | 2005 YD5   | 21 dez 2005 | Kitt Peak        | Spacewatch          | —         | MPC                           |
| 238875        | 2005 YT15  | 22 dez 2005 | Kitt Peak        | Spacewatch          | Mitidika  | MPC                           |
| 238876        | 2005 YU24  | 24 dez 2005 | Kitt Peak        | Spacewatch          | —         | MPC                           |
| 238877        | 2005 YP25  | 24 dez 2005 | Kitt Peak        | Spacewatch          | —         | MPC                           |
| 238878        | 2005 YB27  | 22 dez 2005 | Kitt Peak        | Spacewatch          | —         | MPC                           |
| 238879        | 2005 YP29  | 25 dez 2005 | Kitt Peak        | Spacewatch          | —         | MPC                           |
| 238880        | 2005 YE32  | 22 dez 2005 | Kitt Peak        | Spacewatch          | —         | MPC                           |
| 238881        | 2005 YM40  | 27 dez 2005 | Eskridge         | Farpoint Obs.       | —         | MPC                           |
| 238882        | 2005 YY42  | 24 dez 2005 | Kitt Peak        | Spacewatch          | Pallas    | MPC                           |
| 238883        | 2005 YK43  | 24 dez 2005 | Kitt Peak        | Spacewatch          | —         | MPC                           |
| 238884        | 2005 YV48  | 22 dez 2005 | Kitt Peak        | Spacewatch          | —         | MPC                           |
| 238885        | 2005 YC51  | 25 dez 2005 | Mount Lemmon     | Mount Lemmon Survey | —         | MPC                           |
| 238886        | 2005 YB64  | 24 dez 2005 | Kitt Peak        | Spacewatch          | —         | MPC                           |
| 238887        | 2005 YB66  | 25 dez 2005 | Kitt Peak        | Spacewatch          | —         | MPC                           |
| 238888        | 2005 YR71  | 24 dez 2005 | Kitt Peak        | Spacewatch          | —         | MPC                           |
| 238889        | 2005 YS72  | 24 dez 2005 | Kitt Peak        | Spacewatch          | —         | MPC                           |
| 238890        | 2005 YG86  | 25 dez 2005 | Mount Lemmon     | Mount Lemmon Survey | —         | MPC                           |
| 238891        | 2005 YT91  | 26 dez 2005 | Mount Lemmon     | Mount Lemmon Survey | —         | MPC                           |
| 238892        | 2005 YB94  | 26 dez 2005 | Catalina         | CSS                 | —         | MPC                           |
| 238893        | 2005 YE94  | 26 dez 2005 | Catalina         | CSS                 | —         | MPC                           |
| 238894        | 2005 YZ118 | 26 dez 2005 | Mount Lemmon     | Mount Lemmon Survey | —         | MPC                           |
| 238895        | 2005 YU123 | 24 dez 2005 | Socorro          | LINEAR              | —         | MPC                           |
| 238896        | 2005 YH138 | 26 dez 2005 | Kitt Peak        | Spacewatch          | —         | MPC                           |
| 238897        | 2005 YX150 | 25 dez 2005 | Kitt Peak        | Spacewatch          | —         | MPC                           |
| 238898        | 2005 YM153 | 29 dez 2005 | Catalina         | CSS                 | —         | MPC                           |
| 238899        | 2005 YY154 | 29 dez 2005 | Kitt Peak        | Spacewatch          | —         | MPC                           |
| 238900        | 2005 YT163 | 28 dez 2005 | Kitt Peak        | Spacewatch          | —         | MPC                           |

## 238901–239000
| Designação | Designação | Descoberta  | Descoberta    | Descobridor(es)     | Categoria | Mais informações / Referência |
| Permanente | Provisória | Data        | Local         | Descobridor(es)     | Categoria | Mais informações / Referência |
| ---------- | ---------- | ----------- | ------------- | ------------------- | --------- | ----------------------------- |
| 238901     | 2005 YP172 | 23 dez 2005 | Socorro       | LINEAR              | Phocaea   | MPC                           |
| 238902     | 2005 YO184 | 27 dez 2005 | Kitt Peak     | Spacewatch          | —         | MPC                           |
| 238903     | 2005 YA185 | 27 dez 2005 | Catalina      | CSS                 | —         | MPC                           |
| 238904     | 2005 YH187 | 28 dez 2005 | Kitt Peak     | Spacewatch          | Chloris   | MPC                           |
| 238905     | 2005 YE192 | 30 dez 2005 | Kitt Peak     | Spacewatch          | —         | MPC                           |
| 238906     | 2005 YA193 | 30 dez 2005 | Kitt Peak     | Spacewatch          | —         | MPC                           |
| 238907     | 2005 YD205 | 26 dez 2005 | Mount Lemmon  | Mount Lemmon Survey | —         | MPC                           |
| 238908     | 2005 YT227 | 25 dez 2005 | Kitt Peak     | Spacewatch          | —         | MPC                           |
| 238909     | 2005 YH269 | 25 dez 2005 | Mount Lemmon  | Mount Lemmon Survey | —         | MPC                           |
| 238910     | 2005 YN269 | 25 dez 2005 | Mount Lemmon  | Mount Lemmon Survey | —         | MPC                           |
| 238911     | 2006 AJ6   | 3 jan 2006  | Socorro       | LINEAR              | —         | MPC                           |
| 238912     | 2006 AB9   | 2 jan 2006  | Catalina      | CSS                 | —         | MPC                           |
| 238913     | 2006 AE9   | 3 jan 2006  | Socorro       | LINEAR              | —         | MPC                           |
| 238914     | 2006 AR12  | 4 jan 2006  | Mount Lemmon  | Mount Lemmon Survey | —         | MPC                           |
| 238915     | 2006 AA15  | 5 jan 2006  | Mount Lemmon  | Mount Lemmon Survey | —         | MPC                           |
| 238916     | 2006 AE16  | 4 jan 2006  | Kitt Peak     | Spacewatch          | —         | MPC                           |
| 238917     | 2006 AR24  | 5 jan 2006  | Kitt Peak     | Spacewatch          | —         | MPC                           |
| 238918     | 2006 AW26  | 5 jan 2006  | Catalina      | CSS                 | —         | MPC                           |
| 238919     | 2006 AD29  | 6 jan 2006  | Anderson Mesa | LONEOS              | —         | MPC                           |
| 238920     | 2006 AJ37  | 4 jan 2006  | Kitt Peak     | Spacewatch          | Mitidika  | MPC                           |
| 238921     | 2006 AQ37  | 4 jan 2006  | Kitt Peak     | Spacewatch          | —         | MPC                           |
| 238922     | 2006 AR41  | 5 jan 2006  | Anderson Mesa | LONEOS              | —         | MPC                           |
| 238923     | 2006 AG43  | 6 jan 2006  | Kitt Peak     | Spacewatch          | —         | MPC                           |
| 238924     | 2006 AN57  | 8 jan 2006  | Mount Lemmon  | Mount Lemmon Survey | —         | MPC                           |
| 238925     | 2006 AQ59  | 5 jan 2006  | Kitt Peak     | Spacewatch          | —         | MPC                           |
| 238926     | 2006 AT76  | 5 jan 2006  | Mount Lemmon  | Mount Lemmon Survey | —         | MPC                           |
| 238927     | 2006 AX82  | 10 jan 2006 | Kitt Peak     | Spacewatch          | —         | MPC                           |
| 238928     | 2006 AQ83  | 5 jan 2006  | Catalina      | CSS                 | —         | MPC                           |
| 238929     | 2006 AZ83  | 5 jan 2006  | Anderson Mesa | LONEOS              | —         | MPC                           |
| 238930     | 2006 AY84  | 6 jan 2006  | Anderson Mesa | LONEOS              | —         | MPC                           |
| 238931     | 2006 AZ85  | 12 jan 2006 | Palomar       | NEAT                | —         | MPC                           |
| 238932     | 2006 AF90  | 6 jan 2006  | Mount Lemmon  | Mount Lemmon Survey | —         | MPC                           |
| 238933     | 2006 AP96  | 7 jan 2006  | Anderson Mesa | LONEOS              | —         | MPC                           |
| 238934     | 2006 AU100 | 6 jan 2006  | Mount Lemmon  | Mount Lemmon Survey | —         | MPC                           |
| 238935     | 2006 AW100 | 7 jan 2006  | Mount Lemmon  | Mount Lemmon Survey | —         | MPC                           |
| 238936     | 2006 BE6   | 20 jan 2006 | Catalina      | CSS                 | —         | MPC                           |
| 238937     | 2006 BY6   | 20 jan 2006 | Kitt Peak     | Spacewatch          | Mitidika  | MPC                           |
| 238938     | 2006 BH11  | 20 jan 2006 | Kitt Peak     | Spacewatch          | —         | MPC                           |
| 238939     | 2006 BJ13  | 22 jan 2006 | Anderson Mesa | LONEOS              | —         | MPC                           |
| 238940     | 2006 BC17  | 22 jan 2006 | Anderson Mesa | LONEOS              | —         | MPC                           |
| 238941     | 2006 BJ17  | 22 jan 2006 | Mount Lemmon  | Mount Lemmon Survey | —         | MPC                           |
| 238942     | 2006 BU17  | 22 jan 2006 | Mount Lemmon  | Mount Lemmon Survey | Mitidika  | MPC                           |
| 238943     | 2006 BV19  | 22 jan 2006 | Anderson Mesa | LONEOS              | —         | MPC                           |
| 238944     | 2006 BD24  | 23 jan 2006 | Mount Lemmon  | Mount Lemmon Survey | Mitidika  | MPC                           |
| 238945     | 2006 BT25  | 22 jan 2006 | Anderson Mesa | LONEOS              | —         | MPC                           |
| 238946     | 2006 BE26  | 22 jan 2006 | Anderson Mesa | LONEOS              | —         | MPC                           |
| 238947     | 2006 BT33  | 21 jan 2006 | Kitt Peak     | Spacewatch          | —         | MPC                           |
| 238948     | 2006 BA38  | 23 jan 2006 | Kitt Peak     | Spacewatch          | Mitidika  | MPC                           |
| 238949     | 2006 BL43  | 23 jan 2006 | Kitt Peak     | Spacewatch          | —         | MPC                           |
| 238950     | 2006 BD44  | 23 jan 2006 | Kitt Peak     | Spacewatch          | Mitidika  | MPC                           |
| 238951     | 2006 BW53  | 25 jan 2006 | Kitt Peak     | Spacewatch          | —         | MPC                           |
| 238952     | 2006 BS60  | 26 jan 2006 | Kitt Peak     | Spacewatch          | —         | MPC                           |
| 238953     | 2006 BG68  | 23 jan 2006 | Kitt Peak     | Spacewatch          | —         | MPC                           |
| 238954     | 2006 BJ80  | 23 jan 2006 | Kitt Peak     | Spacewatch          | —         | MPC                           |
| 238955     | 2006 BC81  | 23 jan 2006 | Kitt Peak     | Spacewatch          | —         | MPC                           |
| 238956     | 2006 BD83  | 24 jan 2006 | Socorro       | LINEAR              | —         | MPC                           |
| 238957     | 2006 BB90  | 25 jan 2006 | Kitt Peak     | Spacewatch          | —         | MPC                           |
| 238958     | 2006 BF94  | 26 jan 2006 | Kitt Peak     | Spacewatch          | —         | MPC                           |
| 238959     | 2006 BK94  | 26 jan 2006 | Kitt Peak     | Spacewatch          | —         | MPC                           |
| 238960     | 2006 BS100 | 30 jan 2006 | Marly         | Naef Obs.           | —         | MPC                           |
| 238961     | 2006 BC102 | 23 jan 2006 | Mount Lemmon  | Mount Lemmon Survey | —         | MPC                           |
| 238962     | 2006 BB103 | 23 jan 2006 | Mount Lemmon  | Mount Lemmon Survey | —         | MPC                           |
| 238963     | 2006 BJ115 | 26 jan 2006 | Kitt Peak     | Spacewatch          | —         | MPC                           |
| 238964     | 2006 BJ117 | 26 jan 2006 | Kitt Peak     | Spacewatch          | —         | MPC                           |
| 238965     | 2006 BK125 | 26 jan 2006 | Kitt Peak     | Spacewatch          | —         | MPC                           |
| 238966     | 2006 BB127 | 26 jan 2006 | Kitt Peak     | Spacewatch          | Mitidika  | MPC                           |
| 238967     | 2006 BN130 | 26 jan 2006 | Kitt Peak     | Spacewatch          | —         | MPC                           |
| 238968     | 2006 BH142 | 26 jan 2006 | Kitt Peak     | Spacewatch          | —         | MPC                           |
| 238969     | 2006 BE148 | 31 jan 2006 | Kitt Peak     | Spacewatch          | —         | MPC                           |
| 238970     | 2006 BU151 | 25 jan 2006 | Kitt Peak     | Spacewatch          | —         | MPC                           |
| 238971     | 2006 BK154 | 25 jan 2006 | Kitt Peak     | Spacewatch          | —         | MPC                           |
| 238972     | 2006 BN154 | 25 jan 2006 | Kitt Peak     | Spacewatch          | —         | MPC                           |
| 238973     | 2006 BW156 | 25 jan 2006 | Kitt Peak     | Spacewatch          | —         | MPC                           |
| 238974     | 2006 BN157 | 25 jan 2006 | Kitt Peak     | Spacewatch          | —         | MPC                           |
| 238975     | 2006 BE163 | 26 jan 2006 | Mount Lemmon  | Mount Lemmon Survey | —         | MPC                           |
| 238976     | 2006 BX164 | 26 jan 2006 | Kitt Peak     | Spacewatch          | —         | MPC                           |
| 238977     | 2006 BL180 | 27 jan 2006 | Mount Lemmon  | Mount Lemmon Survey | —         | MPC                           |
| 238978     | 2006 BO189 | 28 jan 2006 | Kitt Peak     | Spacewatch          | —         | MPC                           |
| 238979     | 2006 BT189 | 28 jan 2006 | Kitt Peak     | Spacewatch          | —         | MPC                           |
| 238980     | 2006 BL195 | 30 jan 2006 | Kitt Peak     | Spacewatch          | —         | MPC                           |
| 238981     | 2006 BZ205 | 31 jan 2006 | Mount Lemmon  | Mount Lemmon Survey | —         | MPC                           |
| 238982     | 2006 BG208 | 31 jan 2006 | Catalina      | CSS                 | —         | MPC                           |
| 238983     | 2006 BT211 | 31 jan 2006 | Kitt Peak     | Spacewatch          | Mitidika  | MPC                           |
| 238984     | 2006 BZ216 | 26 jan 2006 | Catalina      | CSS                 | —         | MPC                           |
| 238985     | 2006 BY225 | 30 jan 2006 | Kitt Peak     | Spacewatch          | —         | MPC                           |
| 238986     | 2006 BS226 | 30 jan 2006 | Kitt Peak     | Spacewatch          | Eos       | MPC                           |
| 238987     | 2006 BO227 | 30 jan 2006 | Kitt Peak     | Spacewatch          | —         | MPC                           |
| 238988     | 2006 BV238 | 31 jan 2006 | Mount Lemmon  | Mount Lemmon Survey | —         | MPC                           |
| 238989     | 2006 BD248 | 31 jan 2006 | Kitt Peak     | Spacewatch          | Phocaea   | MPC                           |
| 238990     | 2006 BH252 | 31 jan 2006 | Kitt Peak     | Spacewatch          | —         | MPC                           |
| 238991     | 2006 BB253 | 31 jan 2006 | Kitt Peak     | Spacewatch          | —         | MPC                           |
| 238992     | 2006 BH260 | 31 jan 2006 | Kitt Peak     | Spacewatch          | —         | MPC                           |
| 238993     | 2006 BK263 | 31 jan 2006 | Kitt Peak     | Spacewatch          | —         | MPC                           |
| 238994     | 2006 BF266 | 31 jan 2006 | Kitt Peak     | Spacewatch          | —         | MPC                           |
| 238995     | 2006 BK266 | 31 jan 2006 | Kitt Peak     | Spacewatch          | —         | MPC                           |
| 238996     | 2006 BO274 | 30 jan 2006 | Kitt Peak     | Spacewatch          | —         | MPC                           |
| 238997     | 2006 CQ7   | 1 fev 2006  | Mount Lemmon  | Mount Lemmon Survey | —         | MPC                           |
| 238998     | 2006 CG36  | 2 fev 2006  | Mount Lemmon  | Mount Lemmon Survey | —         | MPC                           |
| 238999     | 2006 CJ41  | 2 fev 2006  | Kitt Peak     | Spacewatch          | —         | MPC                           |
| 239000     | 2006 CB44  | 2 fev 2006  | Kitt Peak     | Spacewatch          | —         | MPC                           |